# Thành bang tự do Frankfurt
Frankfurt là một thành bang lớn của Đế chế La Mã Thần thánh, là nơi diễn ra các cuộc bầu cử đế quốc từ năm 885 và là thành phố tổ chức Lễ đăng quang của Hoàng đế La Mã Thần thánh từ năm 1562 (trước đó là Thành bang tự do Aachen) cho đến năm 1792. Frankfurt được tuyên bố là Thành bang đế chế tự do (Freie und Reichsstadt) vào năm 1372, biến nó thành một thực thể trực thuộc Đế quốc, nghĩa là chỉ dưới quyền Hoàng đế La Mã Thần thánh chứ không phải một nhà cai trị khu vực hay một nhà quý tộc địa phương.
Do tầm quan trọng của nó đối với đế quốc, Frankfurt đã tồn tại qua quá trình hòa giải vào năm 1803. Sau khi Đế chế La Mã Thần thánh sụp đổ vào năm 1806, Frankfurt rơi vào tay Hoàng đế Napoleon I, người đã trao thành bang cho Karl Theodor Anton Maria von Dalberg; thành bang này được gọi là Thân vương quốc Frankfurt. Giáo sĩ Công giáo Dalberg đã giải phóng những người Công giáo sống trong ranh giới thành phố. Năm 1810, Dalberg đã sáp nhập Frankfurt với Thân vương quốc Aschaffenburg, Bá quốc Wetzlar, Fulda và Hanau để thành lập Đại công quốc Frankfurt. Sau thất bại của Napoleon và sự sụp đổ của Liên bang Rhein, thông qua Đại hội Viên năm 1815, Frankfurt đã được phục hồi và trở thành một thành bang có chủ quyền và là thành viên của Bang liên Đức.
Trong thời kỳ Bang liên Đức, Frankfurt vẫn tiếp tục là một thành bang lớn. Cơ quan quản lý của liên bang, Bundestag (tên chính thức là Bundesversammlung, Hội đồng Liên bang) được đặt tại Palais Thurn und Taxis ở trung tâm thành bang Frankfurt. Trong các cuộc Cách mạng năm 1848, Quốc hội Frankfurt được thành lập nhằm mục đích thống nhất các quốc gia Đức theo cách dân chủ. Chính tại đây, Vua Friedrich Wilhelm IV của Phổ đã từ chối lời đề nghị trao vương miện cho "Tiểu Đức", vì lời đề nghị này được đưa ra bởi một hội đồng được bầu lên phổ thông gồm những người cách mạng mà ông phản đối, và vì ông coi lời đề nghị trao vương miện chỉ là quyền của các quốc vương cai trị các quốc gia Đức riêng lẻ.
Năm 1866, Vương quốc Phổ đã xảy ra chiến tranh với Đế quốc Áo vì Schleswig-Holstein, gây ra Chiến tranh Áo-Phổ. Frankfurt, vẫn trung thành với Bang liên Đức, đã không tham gia với Phổ, nhưng vẫn giữ thái độ trung lập. Sau chiến thắng của Phổ, Frankfurt đã bị sáp nhập theo sắc lệnh của Vua Phổ vào ngày 20 tháng 9 và trở thành một phần của Tỉnh Hessen-Nassau mới thành lập.
Năm 1760, Mayer Amschel Rothschild đã thành lập ra ngân hàng của mình tại Frankfurt, khởi đầu cho đế chế ngân hàng của Gia tộc Rothschild. Từ Frankfurt, 5 người con trai của Mayer Amschel đã xây dựng đế chế ngân hàng của gia tộc ở khắp các kinh đô lớn của châu Âu thời bấy giờ.  

## Lịch sử

### Chiến tranh liên minh và Đại hội Viên

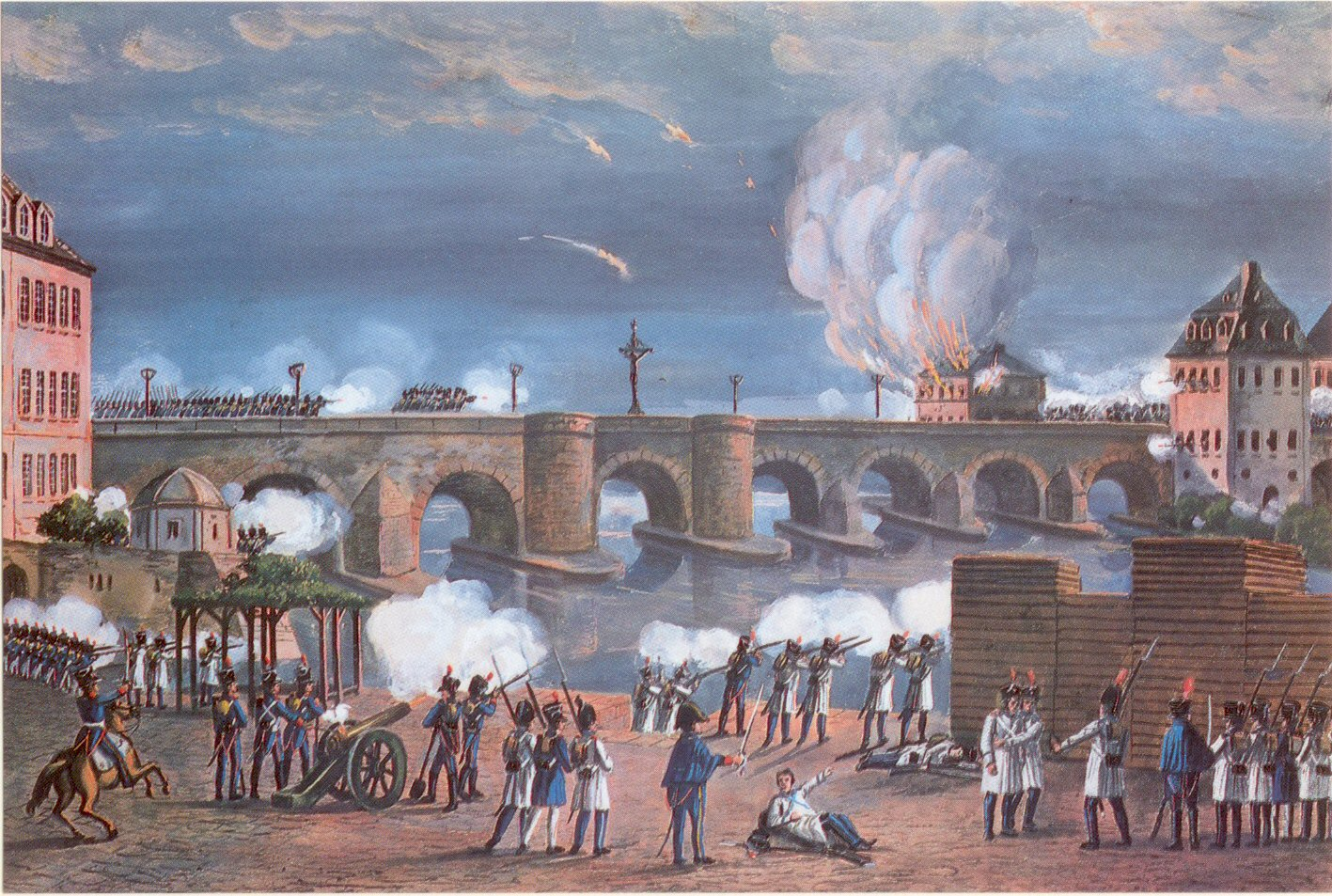
Cuộc rút lui của quân đội Pháp vào ngày 1 tháng 11 năm 1813

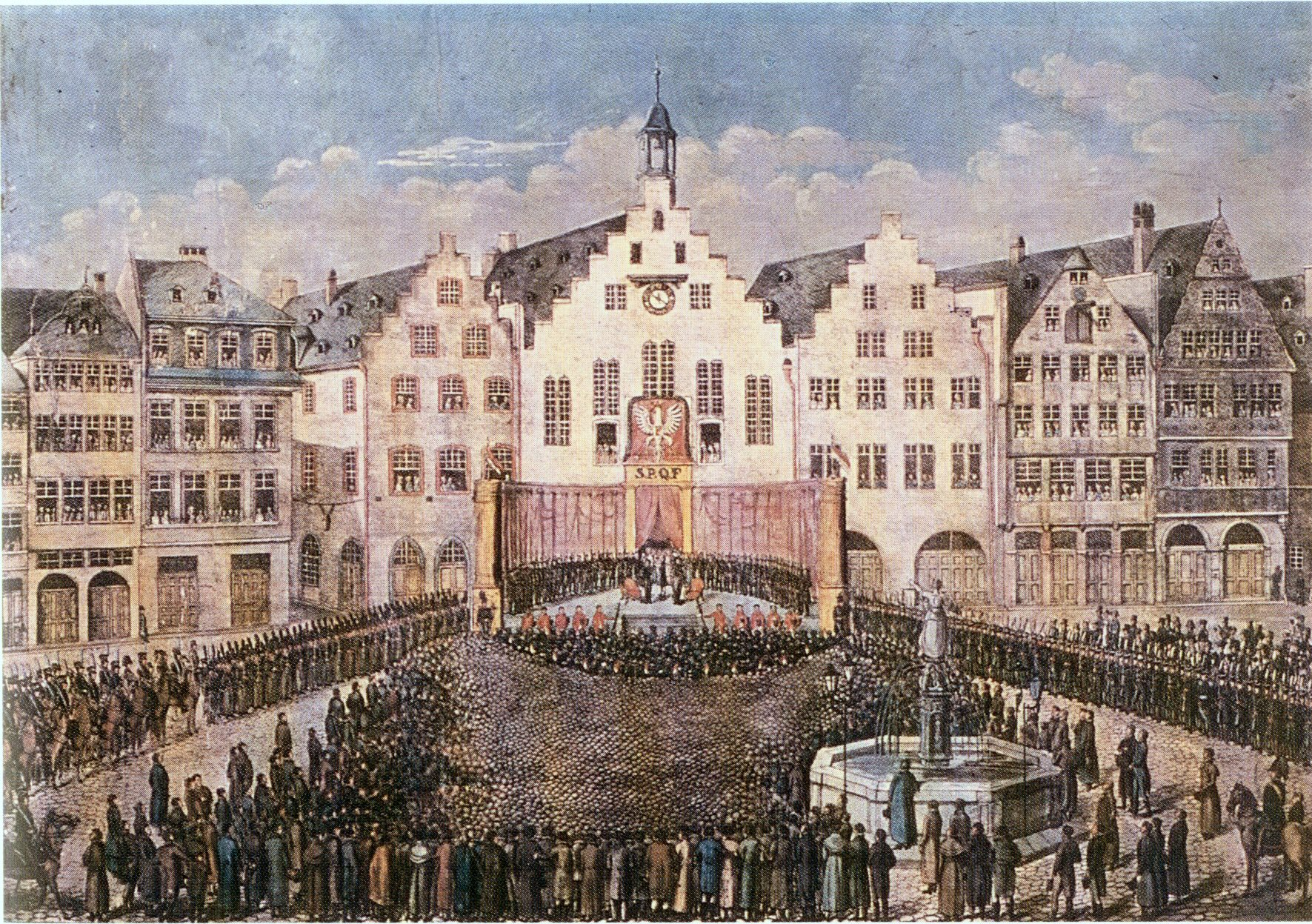
Tuyên thệ nhậm chức của lãnh đạo Frankfurt vào ngày 16 tháng 10 năm 1816

Frankfurt là một thành bang tự quản từ năm 1220 và trở thành Thành bang Đế chế Tự do trong Đế chế La Mã Thần thánh vào năm 1372. Do thành phố này là nơi bầu cử và đăng quang của các hoàng đế, nó đã không bị ảnh hưởng sau  Quyết định cơ bản của Ủy ban đại diện quốc hội bất thường năm 1803, giống như hầu hết các thành bang đế chế khác, mà vẫn giữ được nền độc lập. Chỉ đến Hiệp ước Liên bang Rhein được ký kết vào ngày 12 tháng 7 năm 1806, thành bang đế chế mới rơi vào tay Thân vương quốc Aschaffenburg, nơi mà Hoàng đế Napoleon I đã trao cho Tổng giám mục vương quyền cuối cùng của Mainz là Karl Theodor Anton Maria von Dalberg, và trở thành một phần của Đại công quốc Frankfurt vào năm 1810. Frankfurt trở thành một "Departement" trong Đại công quốc mới.
Hoàng đế Napoleon đã lập kế hoạch xây dựng Đại công quốc như một quốc gia đệm giữa Đức và Pháp, nơi mà con trai riêng của Vợ Napoleon là Eugène de Beauharnais sẽ là người thừa kế.
Dalberg đã đưa ra một loạt cải cách đối với hiến pháp thành bang có từ thời trung cổ. Hiến pháp hội đồng năm 1614, được thông qua sau cuộc bạo loạn Fettmilch và đảm bảo quyền tối cao của các gia đình quý tộc có quyền thừa kế chung là Alten Limpurg và Zum Frauenstein, đã bị bãi bỏ, và hệ thống tư pháp và hành chính được cải cách theo mô hình của Pháp. Tất cả công dân, bất kể tôn giáo nào, đều được trao quyền bầu 28 đại diện công dân (Bürgerrepräsentanten), một dạng quốc hội thành bang, trong các cuộc bầu cử bình đẳng và khép kín. Vào ngày 28 tháng 12 năm 1811, người Do Thái ở Frankfurt cũng nhận được quyền bình đẳng dân sự hoàn toàn để đổi lấy khoản tiền chuộc chung là 440.000 guilder; Chế độ nông nô và lao động cưỡng bức đối với người dân nông thôn sống tại tám ngôi làng Frankfurt đã bị bãi bỏ. Việc phá dỡ các công sự thành bang thời trung cổ, bắt đầu vào năm 1804, đã nhanh chóng được hoàn thành, và một đạo luật xây dựng được ban hành vào năm 1809 bởi kiến trúc sư thành phố Johann Georg Christian Hess đã tạo điều kiện cho việc thiết kế lại cảnh quan thành phố theo phong cách tân cổ điển.
Người dân bình tĩnh đón nhận sự kết thúc của Đế chế Cũ và cởi mở với những cải cách của Dalberg. Catharina Elisabeth Goethe đã bình luận về những thay đổi về lãnh thổ của các cuộc Chiến tranh Liên minh như sau: “Đối với tôi, bờ phải và bờ trái của sông Rhein có thể thuộc về bất kỳ ai họ muốn; điều đó không làm phiền tôi trong giấc ngủ hay thức ăn của tôi”. Về các cuộc cải cách, bà đã viết cho con trai mình vào ngày 1 tháng 7 năm 1808 như sau: “Những người già cả sẽ không bao giờ quản lý được điều gì đó như thế này cho đến tận cùng thời gian.” Nhưng cũng có lý do để không hài lòng. Sự giải phóng của người Do Thái đã tạo ra sự cạnh tranh với các thương gia và thợ thủ công theo đạo Công giáo, trong khi nền kinh tế nói chung bị ảnh hưởng do Hệ thống phong tỏa Lục địa. Năm 1810, một lượng lớn hàng lậu của Anh đã bị đốt công khai trên Pfingstweide bên ngoài cổng thành phố, và các hội chợ thương mại Frankfurt đã phải dừng hoạt động.
Sau Trận Leipzig vào ngày 18 tháng 10 năm 1813, người dân thành phố cũng quay lưng lại với sự chiếm đóng của Pháp trong thời kỳ Đệ nhất đế chế, mà họ coi là sự cai trị của nước ngoài. Sau trận chiến cuối cùng vào ngày 31 tháng 10 năm 1813, quân đội Pháp rút lui vào ngày 1 tháng 11. Đại công tước đã phải lưu vong vào ngày 28 tháng 10. Ngày 6 tháng 11, quân Đồng minh tiến vào Frankfurt. Bộ Quản lý Trung ương phụ trách Quản lý Dân sự tại các vùng lãnh thổ tái chiếm, dưới sự lãnh đạo của Nam tước vom Stein, đã đặt trụ sở tạm thời tại Frankfurt. Ngay từ tháng 12 năm 1813, ông đã yêu cầu rằng “thành bang Frankfurt cùng với lãnh thổ trước đây của nó phải được tuyên bố là một thành bang đế chế tự do và được khôi phục theo hiến pháp cũ của nó”. Đã có sự phản đối đối với yêu cầu này, vì thành bang đã được Vương quốc Bayern tuyên bố chủ quyền và đã được Hoàng đế Franz I của Áo hứa sẽ ban tặng cho. Nhưng Công tước xứ Nassau cũng đòi chủ quyền đối với Frankfurt. Chỉ sau các cuộc đàm phán ngoại giao khó khăn, Đại hội Viên mới quyết định vào ngày 9 tháng 6 năm 1815 trong Điều 46 của Đạo luật Đại hội: "Thành bang Frankfurt, cùng với lãnh thổ mà thành bang có được vào năm 1803, được tuyên bố là tự do và là một phần của Bang liên Đức". Vì không còn đế chế và hoàng đế nên thành bang đế chế tự do trước đây giờ được gọi là thành bang tự do và giống như các quốc gia Đức khác, là một quốc gia hoàn toàn độc lập theo luật pháp quốc tế. Điều này chắc chắn có lợi cho Phổ vào thời điểm đó, vì họ không muốn có một thế lực lớn thứ hai ở miền Nam nước Đức bên cạnh Áo và ủng hộ một Frankfurt trung lập làm trụ sở của Bang liên Đức. Vào ngày 9 tháng 7 năm 1815, thành bang được trao trả chủ quyền.
Hiến pháp tương lai của thành bang đã được tranh luận trong hơn một năm. Vào ngày 18 tháng 10 năm 1816, đạo luật sửa đổi hiến pháp đã được tuyên thệ thành luật tại một cuộc họp trọng thể của công dân trên đồi Römerberg. Hiến pháp mới phần lớn khôi phục lại các luật lệ cũ của thành bang đế chế, với vai trò của hội đồng hiện được trao cho Thượng viện. Theo Đạo luật Bổ sung Hiến pháp, “quyền tối cao của thành phố nằm trong tay toàn thể công dân theo đạo Công giáo”. Người dân ở các cộng đồng nông thôn Frankfurt và người Do Thái một lần nữa bị coi là đối tượng của nhà nước mà không có đầy đủ các quyền công dân. Năm 1818, chế độ nông nô bị bãi bỏ. Phải đến ngày 1 tháng 9 năm 1824, Hội đồng Lập pháp mới thông qua luật về quyền bình đẳng dân sự riêng tư của người Do Thái sau 8 năm tranh chấp, trong đó Áo và Phổ cuối cùng đã can thiệp để có lợi cho người Do Thái ở Frankfurt.
Trong cuộc bạo loạn chống người Do Thái Hep-Hep, trong đó nhiều cuộc bạo loạn và sự cố xảy ra ở hơn 80 thành phố và thị trấn trong Bang liên Đức và nhiều nơi khác từ tháng 8 đến tháng 10 năm 1819, Frankfurt là nơi xảy ra tình trạng bạo lực nghiêm trọng nhất, ngoài Würzburg, từ ngày 8 đến ngày 12 tháng 8 năm 1819. Trong 4 ngày, thành bang đã trong tình trạng khẩn cấp do các cuộc bạo loạn dữ dội xảy ra. Các cửa hàng và nhà ở của người Do Thái ở khu vực xung quanh Judengasse bị tấn công và cướp bóc, người dân bị tấn công và đôi khi thậm chí bị tấn công bằng súng. Có người bị thương trong cuộc bạo loạn, nhưng không giống như ở Würzburg, không có trường hợp tử vong nào. Các nguồn tin đương thời ước tính số lượng kẻ bạo loạn và tấn công tụ tập trước cơ sở kinh doanh của Rothschild vào tối ngày 10 tháng 8 lên tới 6.000 người. Nhiều cư dân Do Thái đã rời khỏi thành phố vào ngày hôm đó. Cảnh sát và quân đội ban đầu không thể kiểm soát được tình hình. Phải đến ngày 12 tháng 8, quân đội mới có thể bình tĩnh lại tình hình và các gia đình Do Thái mới trở về nhà vào những ngày sau đó.
Các đặc quyền của giai cấp quý tộc không được khôi phục, nhưng hiến pháp cũng chứa đựng các yếu tố của các đẳng cấp, ví dụ như B. liên quan đến thành phần của Thượng viện và việc hạn chế quyền tự do thương mại bởi hệ thống phường hội. Trên hết, sự tham gia chính trị gắn liền với quyền công dân, đòi hỏi phải chứng minh tài sản ít nhất là 5.000 guilder. Năm 1817, trong số 38.657 cư dân, 4.848 người là công dân chính thức và 17.670 thành viên khác sống trong hộ gia đình của họ. Ngoài ra, còn có 3.173 người Do Thái địa phương và 1.170 người Do Thái nước ngoài, 1.996 cư dân chịu thuế, 3.408 người được cấp phép (người nước ngoài tạm trú, chủ yếu là nhà ngoại giao, thương gia và thợ thủ công) và 6.392 cư dân của 8 ngôi làng ở Frankfurt.
Ngày 18 tháng 10, ngày kỷ niệm Trận chiến giữa các quốc gia và Đạo luật sửa đổi Hiến pháp, được tổ chức hàng năm như ngày lễ quốc gia của Frankfurt cho đến năm 1848.

### Frankfurt là thủ phủ của Bang liên Đức

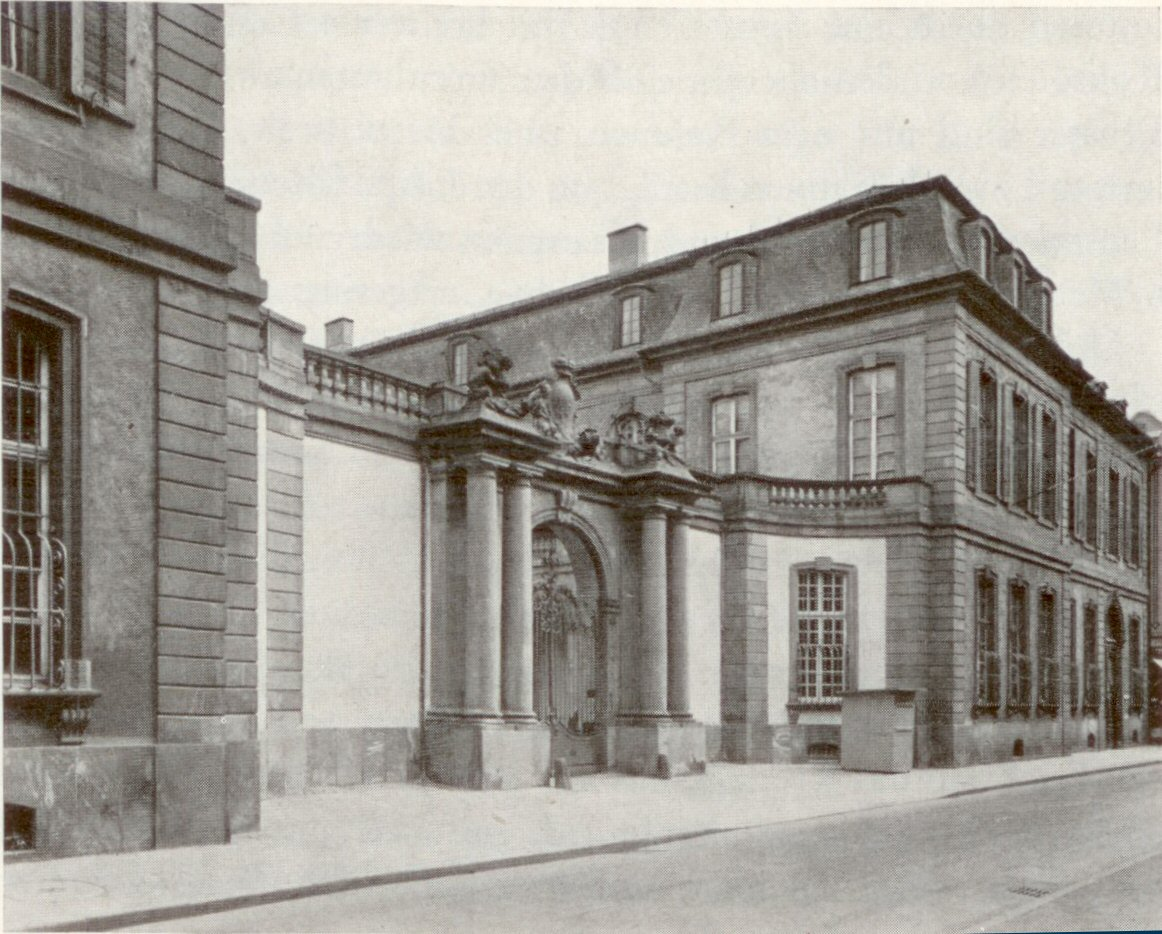
Cung điện Thurn và Taxis vào khoảng năm 1900

Kể từ ngày 5 tháng 11 năm 1816, Bundestag (Nghị viện Bang liên Đức) đã đặt trụ sở tại Palais Thurn und Taxis trên phố Große Eschenheimer Straße. Các nhà nước thành viên đã thành lập đại sứ quán tại thành bang này. Cơ quan Trung ương Liên bang (Bundeszentralbehörde), có trụ sở chính tại Frankfurt từ những năm 1830.

### Sự phát triển của thành bang

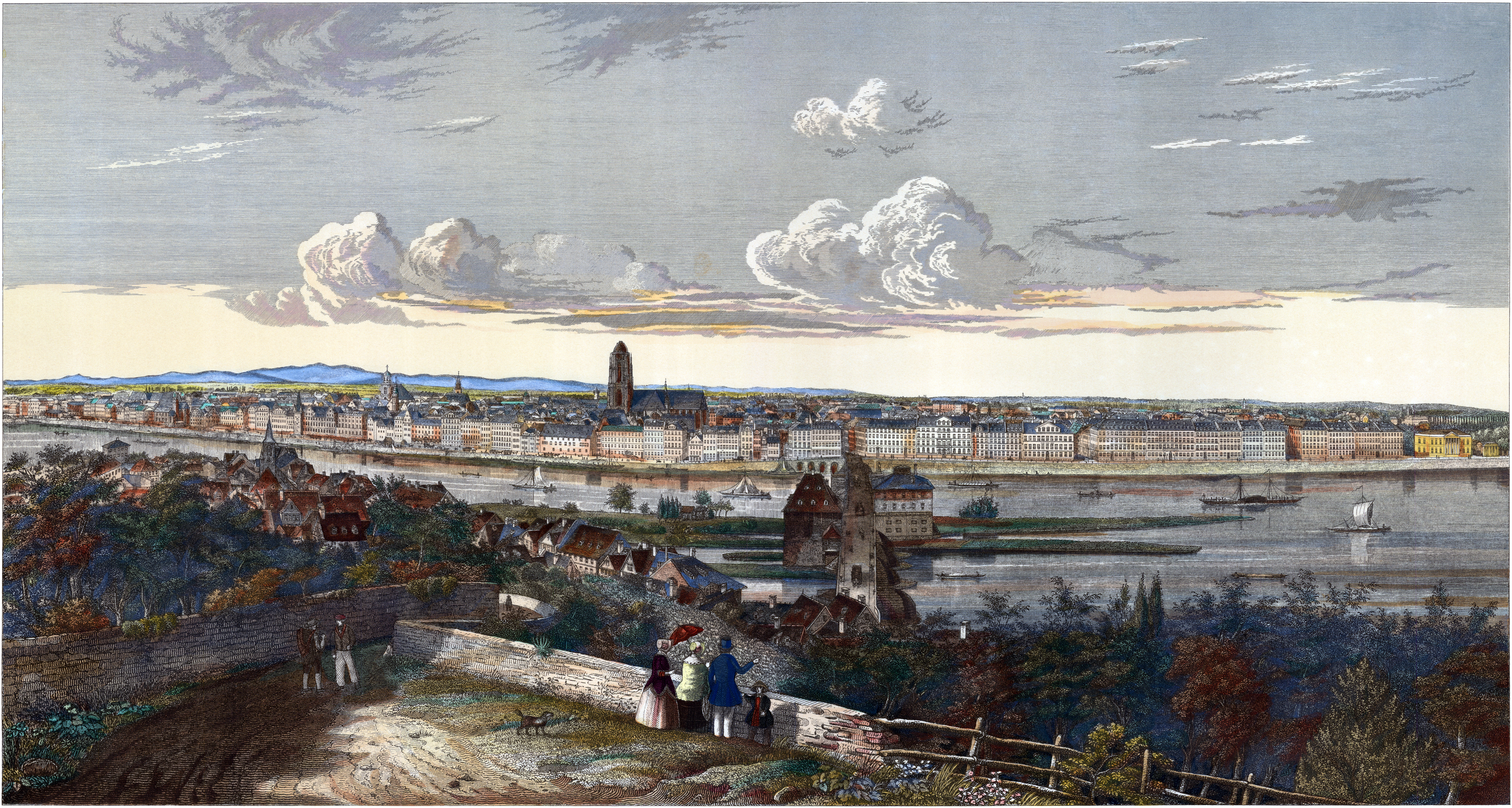
Frankfurt am Main với mặt tiền Main theo phong cách tân cổ điển, nhìn từ Mühlberg, khoảng năm 1845
(Altkolorierter Stahlstich von H. Worms)

Bên cạnh phố chính Zeil, tại Roßmarkt, dọc theo vành đai thành phố và bờ sông Main, dân số giàu có của thành phố có những ngôi nhà rộng rãi do các kiến trúc sư như Salins de Montfort và Friedrich Rumpf xây dựng. Họ cũng tài trợ cho một số hội khoa học, ví dụ như Polytechnische Gesellschaft và Physikalischen Verein. Năm 1819, Freiherr vom Stein thành lập Gesellschaft für ältere deutsche Geschichtskunde (Monumenta Germaniae Historica). Năm 1825, kiến trúc sư thành phố Johann Friedrich Christian Hess đã xây dựng thư viện thành phố. Cùng lúc đó, công trình xây dựng mới của Senckenbergische Naturforschende Gesellschaft (Hội nghiên cứu thiên nhiên Senckenberg) được phát triển tại Eschenheimer Turm. Đây là nơi Eduard Rüppell bắt đầu các chuyến thám hiểm nghiên cứu mở rộng của mình đến Châu Phi. Städelschule, được mở cửa vào năm 1829, đã thu hút các nghệ sĩ nổi tiếng từ khắp châu Âu, trong số đó có Bertel Thorvaldsen, Philipp Veit, Eduard von Steinle và Moritz von Schwind. Các tổ chức và câu lạc bộ công dân cũng thúc đẩy đời sống văn hóa của thành phố, ví dụ như Frankfurter Kunstverein, Museumsgesellschaft, Cäcilienverein và Nhà hát Städtische.
Năm 1828, người làm vườn thành phố Sebastian Rinz đã dành đất cho một nghĩa trang chính mới và một nghĩa trang Do Thái mới, cách các bức tường thành phố cũ khoảng 15 phút. Các nghĩa trang cũ có từ thời Trung cổ, Peterskirchhof và nghĩa trang Do Thái cũ đã bị đóng cửa. Cũng trong năm 1828, công ty Knoblauch & Schiele, nhà máy khí đốt đầu tiên, đã bắt đầu cung cấp khí đốt cho các hộ gia đình tư nhân.
Năm 1830, thành phố đã sắp xếp việc bảo trì các nhà thờ thuộc sở hữu của thành phố, tiền lương của các linh mục và hệ thống trường học của giáo sĩ trong hai hợp đồng tài trợ. Rất nhiều nhà thờ cũ và nhỏ hơn, đặc biệt là các tu viện cũ, đã được thế tục hóa vào năm 1803 đã xuống cấp hoặc được sử dụng cho các mục đích thế tục. Nhưng mặt khác, công trình xây dựng mới của Paulskirche, đã bị đổ nát từ năm 1789, cuối cùng đã hoàn thành.
Khu vực đô thị của thành phố chỉ phát triển chậm chạp vượt ra ngoài khu vực của các bức tường thành phố, được xây dựng trên khu vực của các công sự thành phố cũ, trước tiên là dọc theo các con đường nông thôn cũ. Cho đến năm 1837, các cổng sắt rèn vào thành phố đã được đóng lại vào lúc chạng vạng. Bất kỳ ai đến muộn đều phải trả một khoản phí - giống như thời Trung cổ - được gọi là "Sperrbatzen", dẫn đến các cuộc chiến đẫm máu ("Sperrbatzenkrawall") vào năm 1830 và 1831.

### Frankfurt là một trung tâm quan trọng về giao thông và thương mại

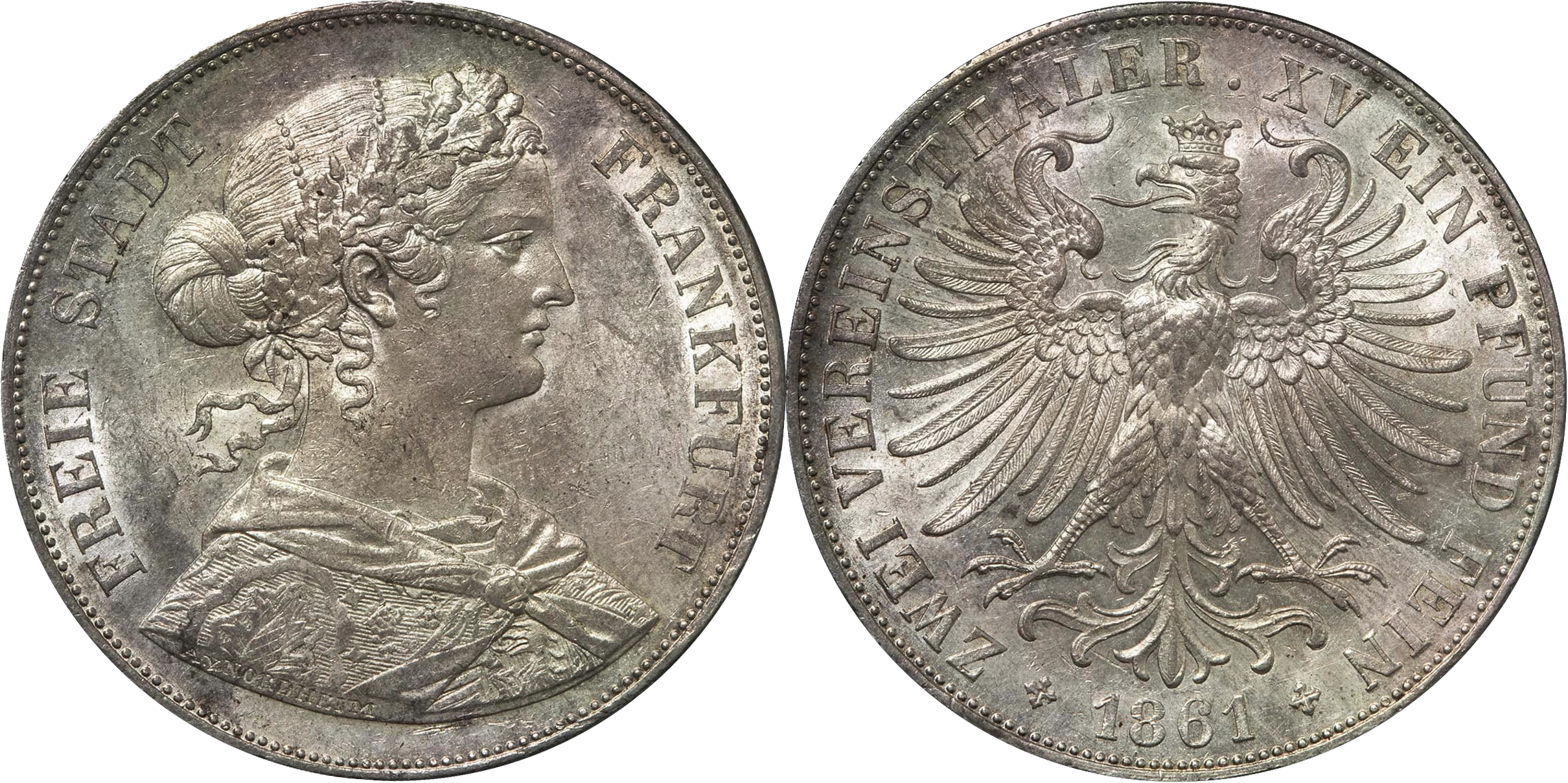
Xu bạc: 2 Vereinsthaler Thành bang tự do Frankfurt - 1861

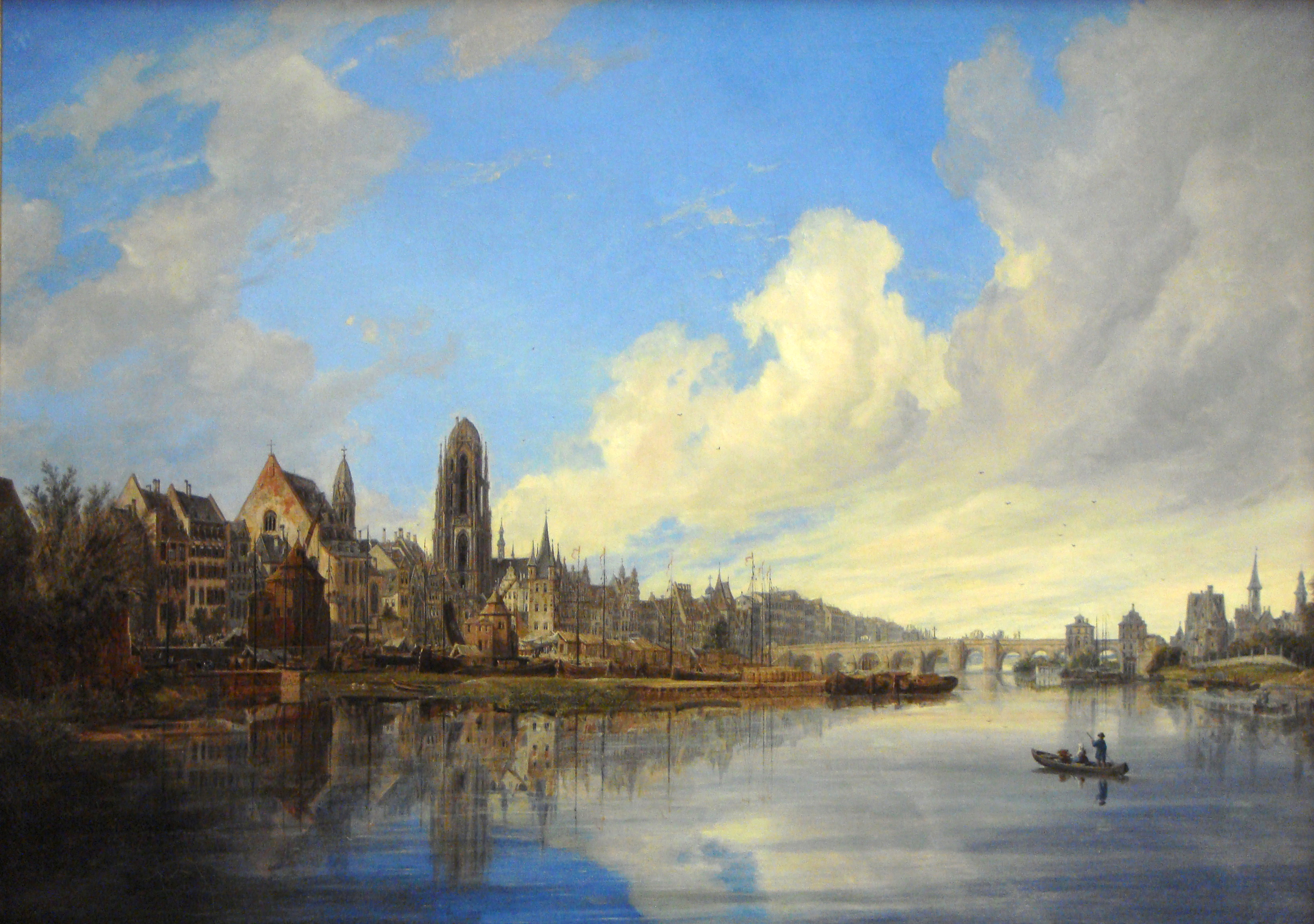
Frankfurt am Main 1831

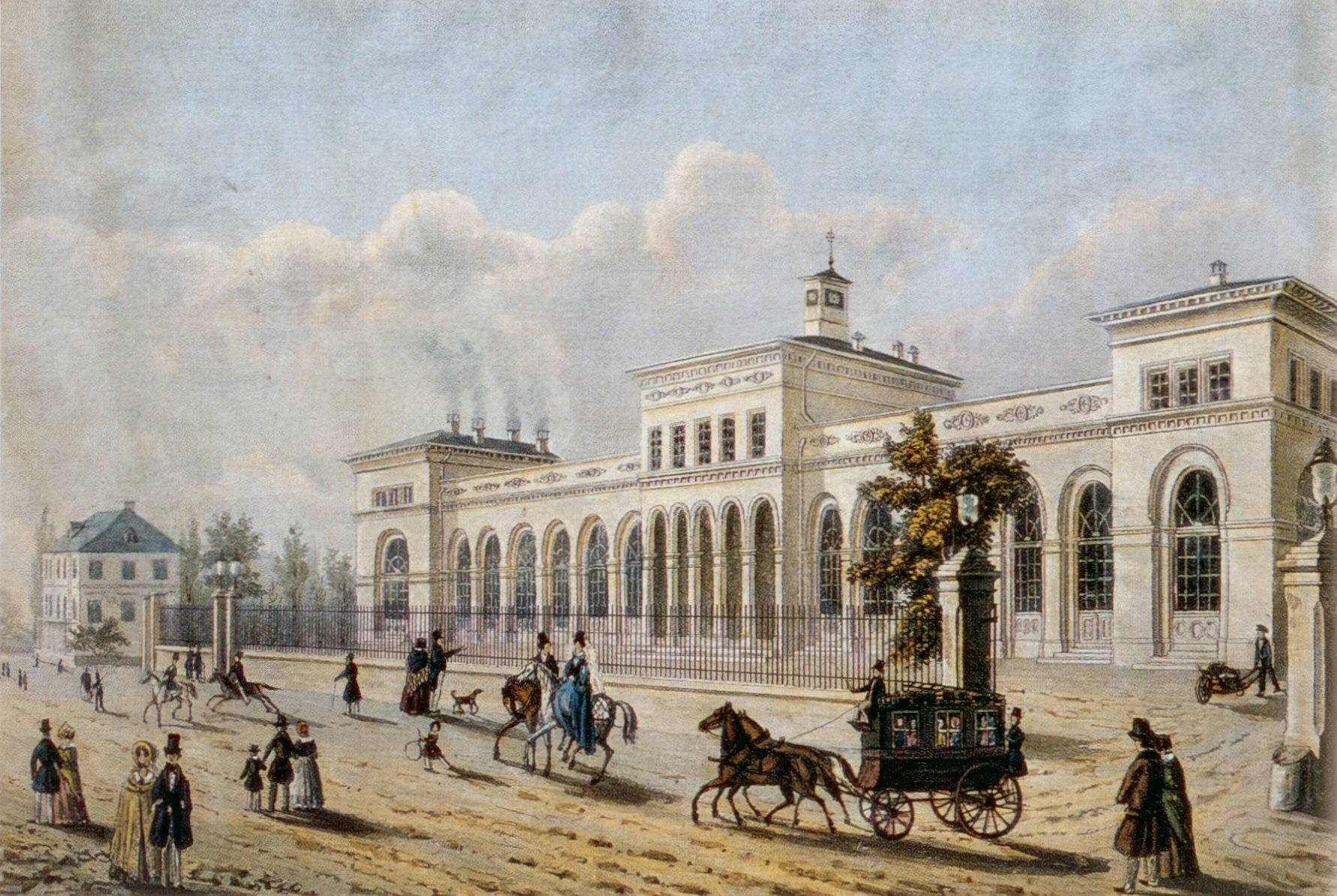
Taunusbahnhof năm 1839

Trong những năm Frankfurt là "Thành bang Tự do", Hội chợ Thương mại Frankfurt truyền thống không mấy quan trọng. Tuy nhiên, Frankfurt đã trở thành một trong những trung tâm thương mại và tài chính lớn ở châu Âu. Ngân hàng quan trọng nhất ở Frankfurt thuộc về gia tộc Rothschild, những người đã thành lập các ngân hàng và công ty tài chính trên khắp châu Âu. Ngân hàng duy nhất khác có thể so sánh với ngân hàng Rothschild là Ngân hàng Bethmann do Christian sở hữu. Cả hai ngân hàng này đều thống trị hoạt động giao dịch trái phiếu cho các quốc gia châu Âu khác nhau.
Đã có một số cuộc nổi dậy đáng kể phản đối các kế hoạch phát triển Liên minh Thuế quan Phổ vì chúng đe dọa làm suy yếu vai trò của Frankfurt như một trung tâm vận tải và thương mại. Năm 1828, thành bang này đã gia nhập hiệp hội thương mại của Trung Đức, hiệp hội này chống lại các hoạt động của Vương quốc Phổ. Tuy nhiên, họ không thể ngăn cản quốc gia láng giềng của mình, Đại công quốc Hessen, tham gia liên minh thuế quan. Sau khi Liên minh Thuế quan của Đức được thành lập vào năm 1834, trong đó Công quốc Nassau cũng trở thành thành viên, Frankfurt là thành bang duy nhất không thuộc Liên minh Thuế quan, trái ngược với khu vực xung quanh. Trong một thời gian ngắn, thương mại ở Frankfurt đã giảm mạnh. Trong khi đó, thương mại của các thành bang lân cận, như Offenbach, Höchst và Bockenheim, lại phát triển mạnh mẽ. Năm 1836, Thành bang Tự do Frankfurt là thành bang cuối cùng gia nhập Liên minh Thuế quan Đức.
Vị trí thuận lợi của thành bang đã thúc đẩy sự phát triển của Frankfurt trở thành một trung tâm vận tải. Năm 1832, Anh và Frankfurt đã ký một hợp đồng cho phép tự do thương mại và vận chuyển. Vì mục đích này, lá cờ của thành phố được thiết kế bằng cách sử dụng các màu sắc truyền thống của Frankfurt: hai sọc đỏ và hai sọc trắng với Đại bàng Frankfurt ở góc trên bên trái.
Ngay từ đầu, thành bang đã đóng vai trò hàng đầu trong việc mở rộng hệ thống đường sắt của Đức. Tất cả các chủ ngân hàng từ Frankfurt đều ủng hộ sáng kiến này và các cổ phiếu đường sắt đầu tiên rất được quan tâm. Tuy nhiên, các cuộc đàm phán diễn ra chậm chạp và việc xây dựng ban đầu của tuyến đường sắt không bắt đầu cho đến năm 1839.

### Đen-Đỏ-Vàng

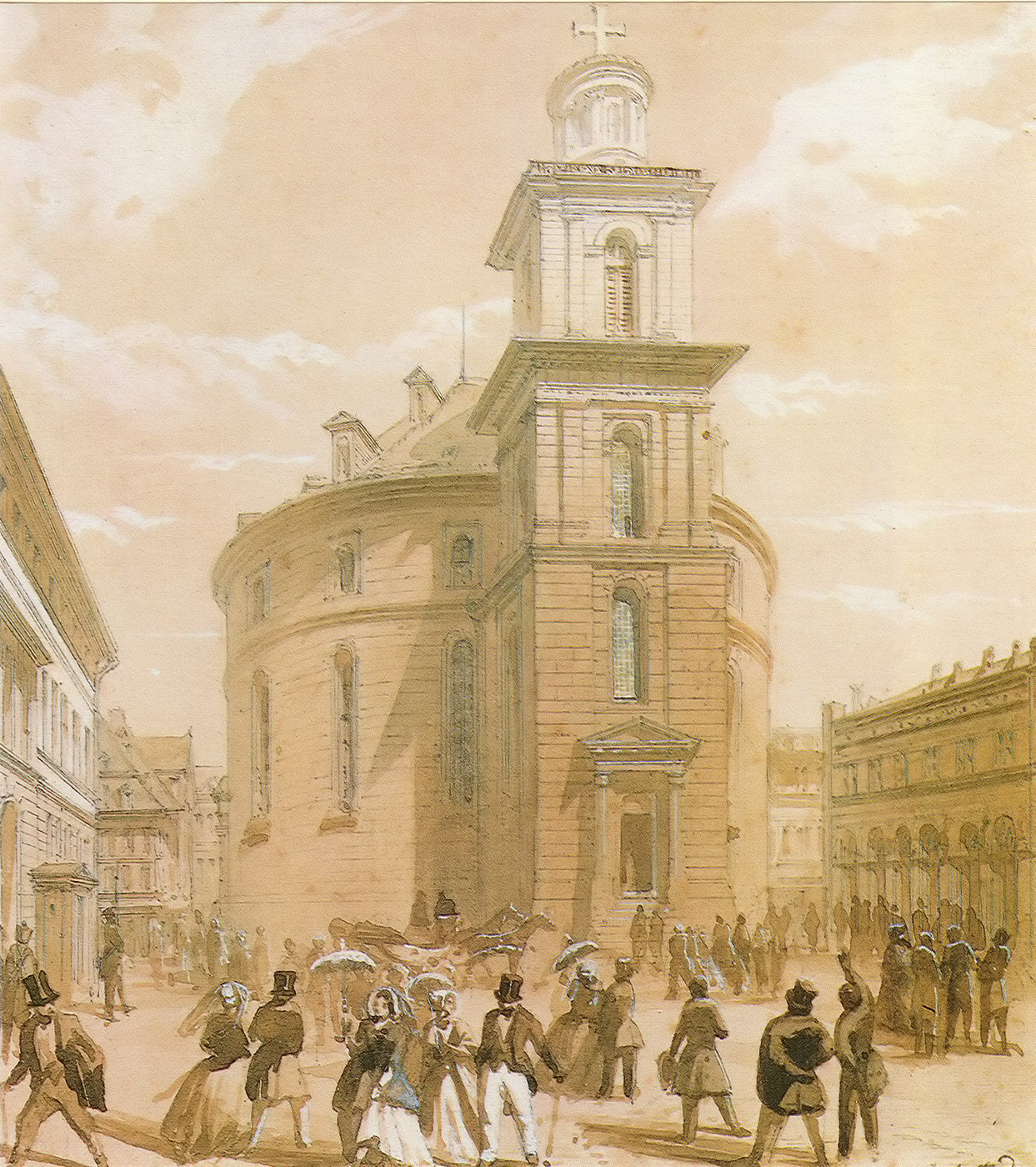
Nhà thờ Paulskirche 1848

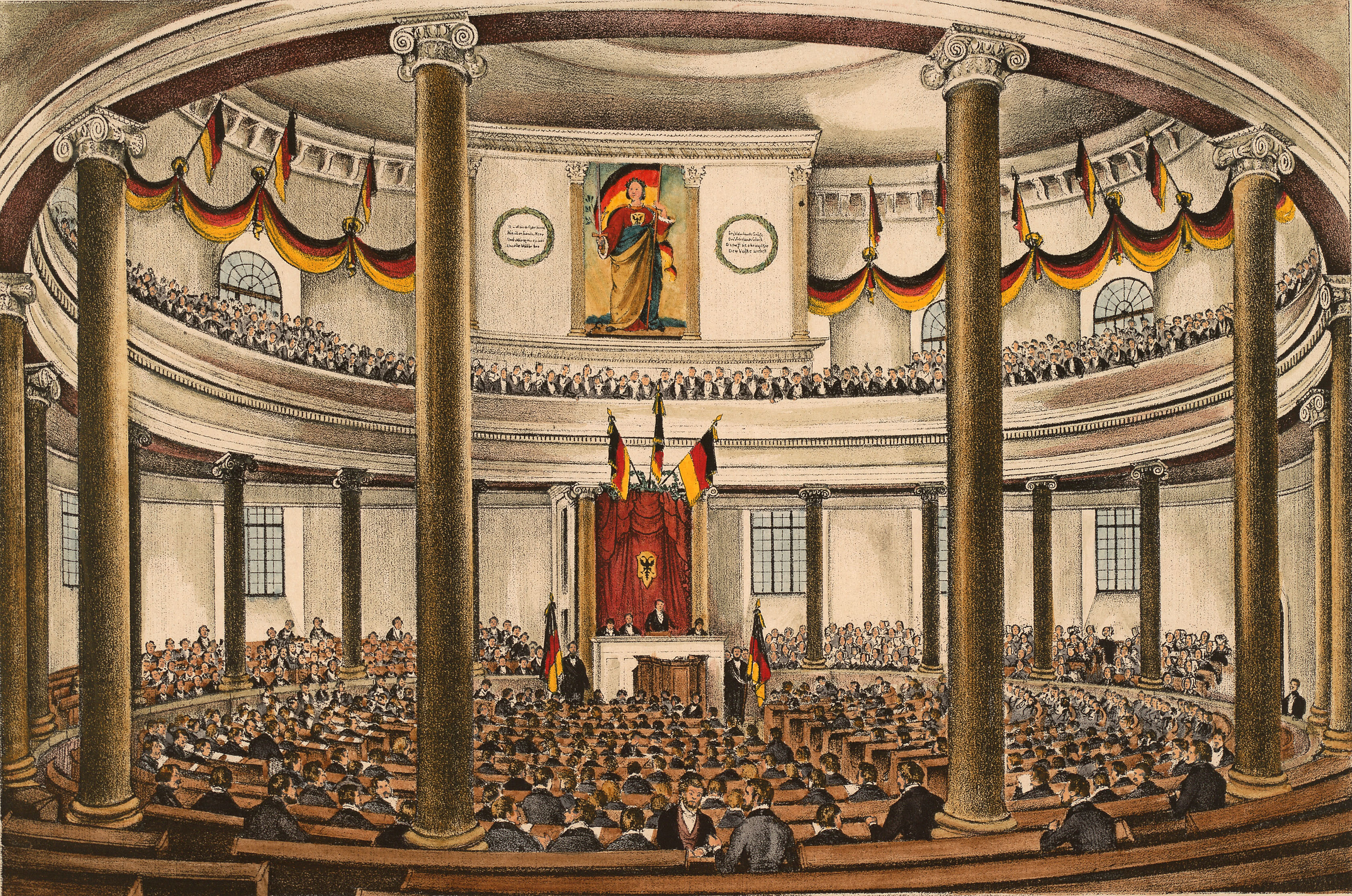
Quốc hội Frankfurt

Frankfurt là một trong những trung tâm của phong trào cách mạng thời kỳ Vormärz. Ludwig Börne, nhà báo sinh ra tại Judengasse năm 1786, đã trở thành một nhân vật nổi bật của nước Đức trẻ (Junges Deutschland) với các tác phẩm châm biếm của mình. Mặc dù Bundestag và chính quyền thành bang, vì lo ngại cho danh tiếng của mình, đã cố gắng cấm các hiệp hội chính trị và ngăn chặn việc phân phối các tác phẩm tự do, nhưng các nhóm đối lập của thành bang đã tràn đầy tinh thần cách mạng muộn nhất là sau Cách mạng tháng Bảy năm 1830. Tuy nhiên, bước chuyển từ nhiệt huyết lý tưởng sang hành động quyết đoán đã thất bại hoàn toàn. Kế hoạch cho cuộc tấn công của Đội cận vệ Frankfurt vào ngày 3 tháng 4 năm 1833 đã bị phản bội, và đội quân nhỏ của thành bang, tiểu đoàn tuyến đầu, đã đàn áp đẫm máu cuộc nổi loạn, chủ yếu do sinh viên và sĩ quan Ba Lan lưu vong lãnh đạo. Đối với giới tinh hoa tư sản của Frankfurt, sự kiện phần lớn không đáng kể, những hậu quả nhạy cảm, vì kể từ đó, một đơn vị đồn trú gồm 2.500 lính Áo và Phổ, và từ năm 1837, 2.000 lính đã thách thức chủ quyền của thành bang và các nhà ngoại giao Bundestag từ đó đã chỉ trích Thành bang Tự do là "tổ ấm tự do".
Vào những năm 1940, ý thức dân tộc ngày càng phát triển. Nhà điêu khắc Ludwig Schwanthaler đã tạo ra Tượng đài Goethe vào năm 1844, lễ khánh thành mang tính nghi lễ đã trở thành một cuộc mít tinh toàn quốc, giống như Ngày Đức đầu tiên vào năm 1846 tại Kaisersaal của Römer, nơi gần đó đã được trang trí bằng chân dung của tất cả 52 hoàng đế của Đế chế La Mã Thần thánh bởi các nghệ sĩ như Philipp Veit, Alfred Rethel và Eduard von Steinle. Kể từ mùa đông năm 1845/46, Montagkränzchen (Vòng tròn Thứ Hai), một hiệp hội các hiệp hội dân chủ của Frankfurt do luật sư Maximilian Reinganum thành lập, đã họp.
Đầu tháng 3 năm 1848, tinh thần cách mạng từ Pháp lan sang Đức. Giống như mọi nơi khác, ở Frankfurt, người ta cũng đòi hỏi quyền tự do báo chí và lập hội, quyền bình đẳng cho mọi công dân theo luật hiến pháp, ân xá cho những người bị giam giữ vì tội chính trị và trang bị vũ khí cho toàn thể người dân. Vào ngày 3 tháng 3, Thượng viện đã đồng ý với tất cả các yêu cầu ngoại trừ việc giải phóng hoàn toàn người Do Thái. Các hiệp hội cải cách của Monday Circle cũng kêu gọi cải cách hiến pháp cho Frankfurt. Một hội đồng lập hiến do toàn thể công dân bầu ra sẽ soạn thảo hiến pháp mới để thay thế Đạo luật bổ sung hiến pháp.
Ngày 9 tháng 3, lá cờ đen, đỏ và vàng tung bay trên Cung điện Liên bang. Vào ngày 31 tháng 3, quốc hội sơ bộ đã họp tại nhà thờ Paulskirche được xây dựng lại vội vã. Các bức tường và cửa sổ của nhà thờ được trang trí bằng cờ đen, đỏ và vàng, bục giảng được phủ vải và đàn organ được che bằng một tấm rèm rộng có vẽ một bức tranh: Germania với lá cờ và thanh kiếm, bên phải và bên trái là vòng nguyệt quế có những câu thơ yêu nước. Bàn của chủ tịch được dựng lên thay cho bàn thờ.
Vào ngày 18 tháng 5 năm 1848, các nghị sĩ của Quốc hội Frankfurt, quốc hội Đức đầu tiên được bầu cử tự do, đã long trọng tiến vào Nhà thờ St. Paul. Ngày 28 tháng 4, luật sư Friedrich Siegmund Jucho được bầu làm đại diện của Thành bang Tự do. Ông trở thành thư ký của Quốc hội và gia nhập phe Westendhall thuộc trung tả, sau đó ông thuộc nhóm đế quốc cha truyền con nối xung quanh Heinrich von Gagern.

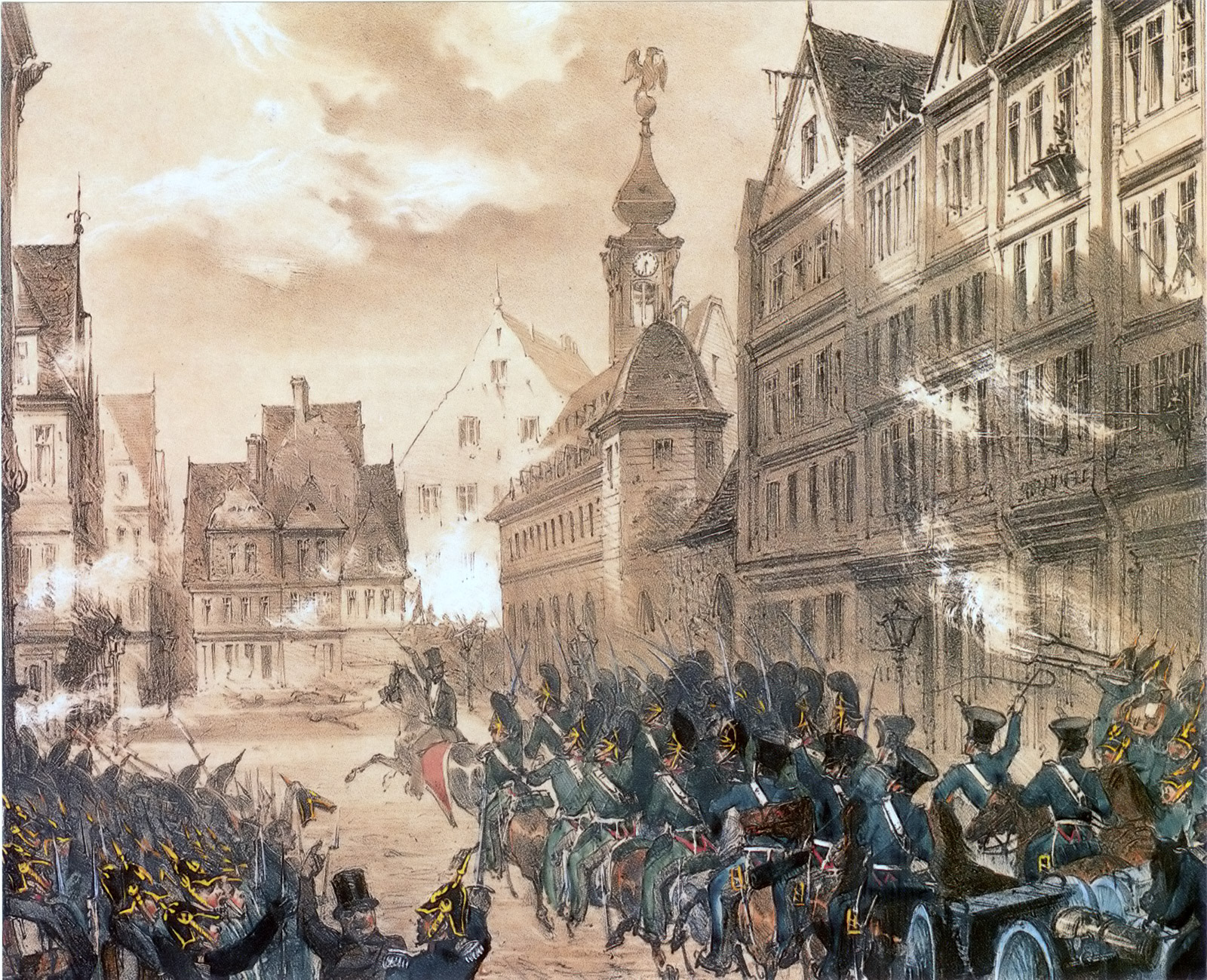
Cuộc chiến rào chắn vào ngày 18 tháng 9 năm 1848

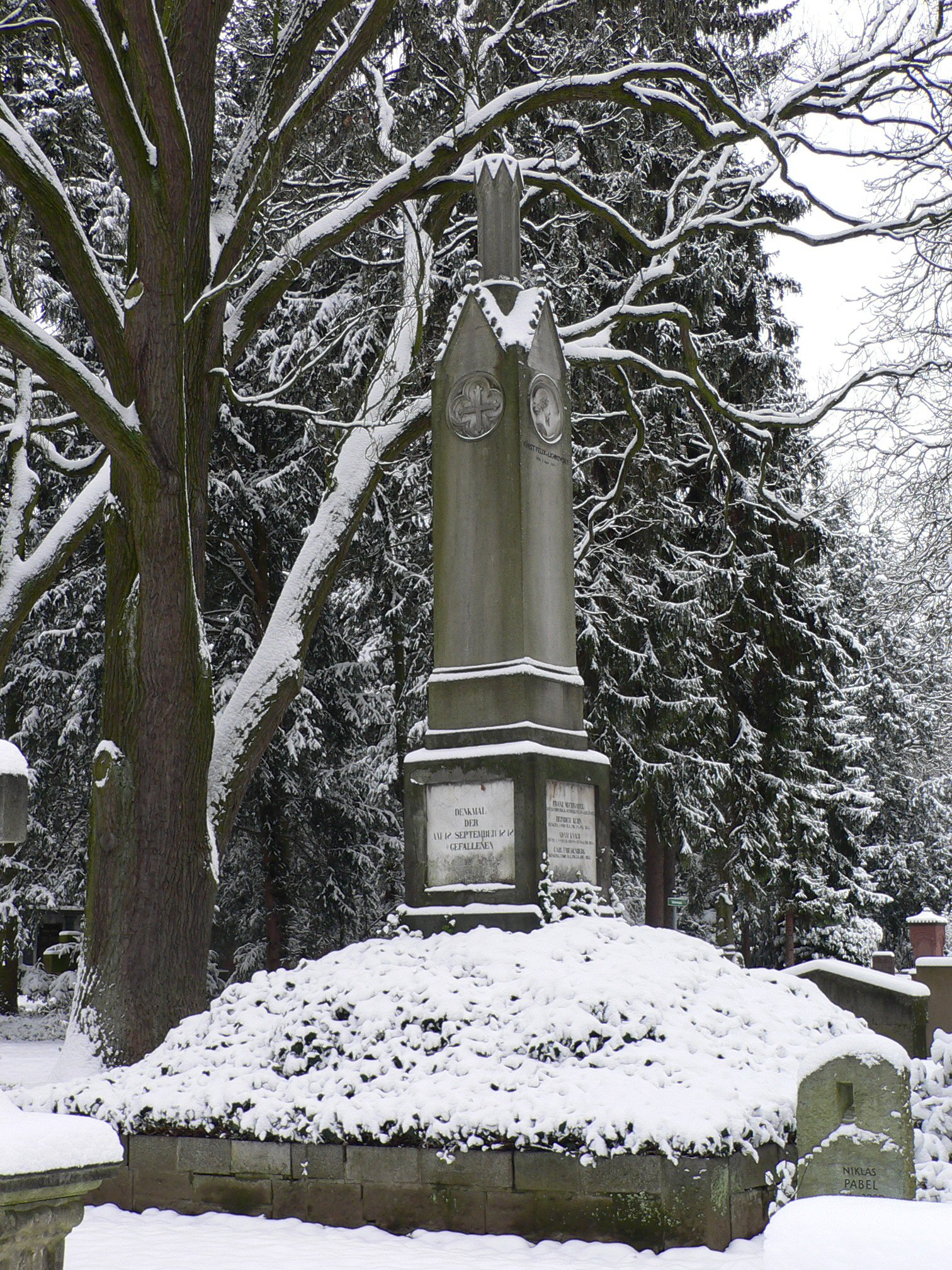
Đài tưởng niệm những người đã ngã xuống ngày 18 tháng 9 năm 1848

Trong các cuộc tranh luận tại quốc hội, sự nhiệt tình với màu đen, đỏ và vàng của người Frankfurt đã phai nhạt. Phe đối lập ngoài quốc hội gồm những người theo chủ nghĩa dân chủ cấp tiến và chủ nghĩa xã hội ngày càng có ảnh hưởng trong các bộ phận dân cư nghèo khó và đông đảo người nước ngoài đổ xô đến thành phố. Bước ngoặt của cuộc cách mạng đến với cuộc bạo loạn tháng 9: Sau khi Quốc hội chấp nhận Hiệp định đình chiến Malmö trong Chiến tranh Schleswig-Holstein vào ngày 16 tháng 9 với đa số phiếu sít sao trong lần bỏ phiếu thứ hai, đám đông, thất vọng với tình cảm dân tộc, đã trở nên cực đoan. Vào ngày 18 tháng 9, quân nổi dậy đã phá nát vỉa hè và dựng rào chắn ở 40 địa điểm trong thành phố. Các đại biểu Phổ là Felix, Thân vương xứ Lichnowsky và Hans von Auerswald đã bị sát hại trên đường phố. Chỉ có quân đội Phổ và Hessen, được triệu tập từ Pháo đài Mainz, Darmstadt và Friedberg, mới có thể lập lại trật tự bằng vũ lực. 30 phiến quân và 12 binh lính đã thiệt mạng.
Từ đó trở đi, luôn có lực lượng chiếm đóng ở Frankfurt từ các quốc gia như Phổ, Áo và Bayern. Một mặt, hoạt động tuần tra hỗn hợp bị chế giễu, nhưng mặt khác, nó lại là lời nhắc nhở đau đớn cho người dân rằng thành phố không còn đáng tin cậy để tự duy trì an toàn và trật tự công cộng nữa. Lực lượng dân quân truyền thống đã bị giải tán và họ phải giao nộp vũ khí. Tuy nhiên, hầu hết người dân hoan nghênh sự can thiệp của quân đội nước ngoài, bao gồm cả triết gia Arthur Schopenhauer, người đã chuyển đến Frankfurt và để lại di chúc cho những người thân còn sống của 12 người lính đã hy sinh.
Sau cuộc bạo loạn tháng 9, các cuộc thảo luận cũng trở nên phân cực trong Quốc hội. Những người ủng hộ Chủ nghĩa toàn Đức, những người yêu cầu một quốc gia Đức bao gồm cả "các vùng đất Đức của Áo", đã không thể thắng thế. Khi giải pháp Tiểu Đức về chế độ quân chủ lập hiến với vương miện cha truyền con nối trong hoàng gia cầm quyền của Vương quốc Phổ cũng thất bại, Quốc hội phần lớn đã giải thể. Những người còn lại chuyển đến Stuttgart vào ngày 31 tháng 5 năm 1849.
Cuộc cách mạng cũng thất bại ở Frankfurt. Mặc dù 120 thành viên của Hội đồng lập hiến đã được bầu vào ngày 30 tháng 10 năm 1848, công việc soạn thảo dự thảo hiến pháp vẫn tiến triển chậm. Vào tháng 3 năm 1849, một bản dự thảo cấp tiến đã thất bại, và vào tháng 9 năm 1849, một bản dự thảo sửa đổi cũng thất bại. Cuối cùng, vào ngày 3 tháng 12 năm 1849, Quốc hội lập hiến đã thông qua một dự thảo gồm 195 điều rất giống với Hiến pháp Paulskirche. Tuy nhiên, trong lúc đó, tình hình chính trị đã thay đổi quá nhiều đến mức Thượng viện đã dừng cải cách hiến pháp. Theo nghị quyết ngày 31 tháng 12 năm 1849, đã cấm cuộc trưng cầu dân ý về hiến pháp mới và thay vào đó kêu gọi bầu cử thường kỳ theo hiến pháp cũ cho Hội đồng Lập pháp, được triệu tập vào ngày 21 tháng 1 năm 1850. Sau đó, hội đồng lập hiến tự giải tán. Vào ngày 13 tháng 8 năm 1850, lá cờ đen, đỏ và vàng trên Cung điện Thurn và Taxis cũng lại bị hạ xuống.

### Sự kết thúc của Thành bang Tự do

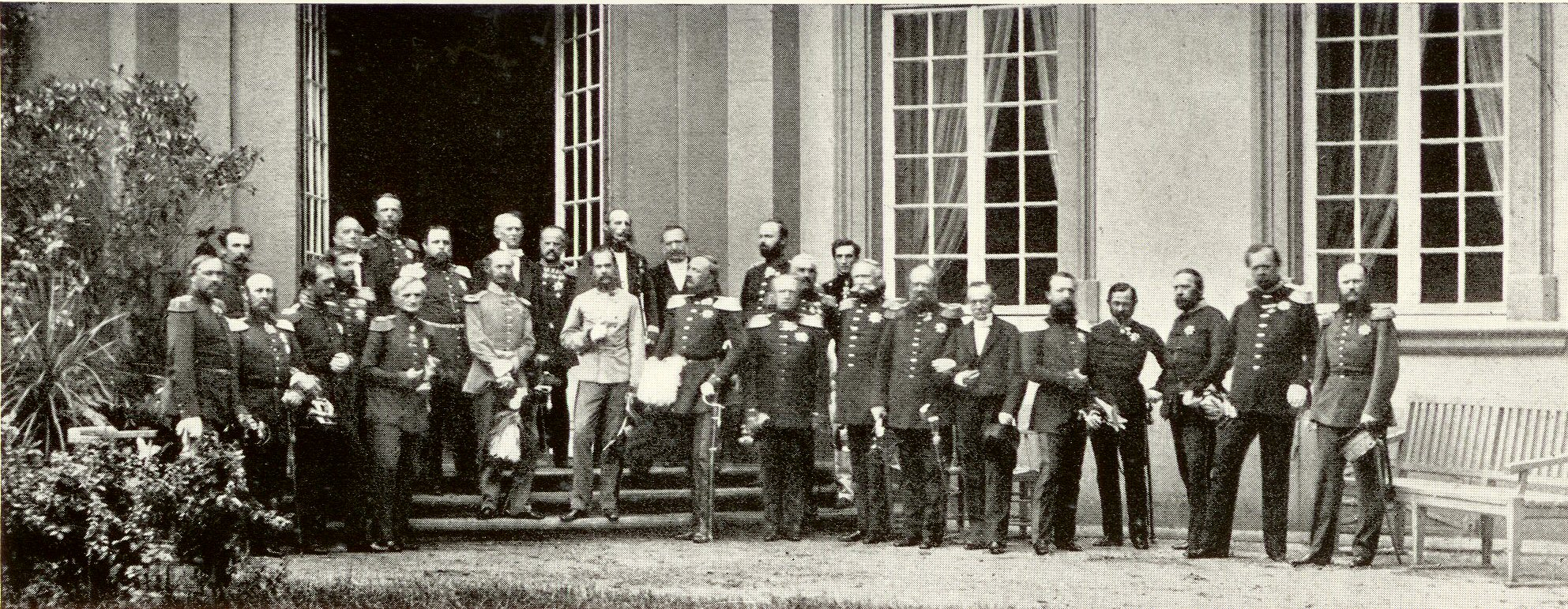
Ngày của Thân vương Frankfurt

Ngay cả sau khi giải tán Quốc hội và khôi phục ngoại giao liên bang vào năm 1850, phe đối lập dân chủ vẫn tiếp tục thúc đẩy các yêu cầu của mình, mặc dù Thượng viện, vì cân nhắc đến các Thân vương Đức, đã theo đuổi một lộ trình khôi phục. Tuy nhiên, những cải cách dần dần đã diễn ra trong hiến pháp của thành bang. Vào năm 1853, một cuộc cải cách bầu cử đã trao cho người dân vùng nông thôn quyền bỏ phiếu. Cuộc cải cách tư pháp và hành chính năm 1856 đã đưa ra nguyên tắc phân chia quyền lực bằng cách loại bỏ các thượng nghị sĩ khỏi tòa án và Hội đồng lập pháp. Trong tương lai, các phiên tòa sẽ được tiến hành theo hình thức công khai, và phiên tòa xét xử bằng bồi thẩm đoàn, vốn đã phổ biến từ lâu ở những nơi khác, đã được đưa vào áp dụng.
Từ năm 1851 đến năm 1859, Otto von Bismarck đại diện cho lợi ích của Vương quốc Phổ với tư cách là đại sứ tại Quốc hội Bang liên Đức ở Frankfurt. Ông thực sự không thích sự phóng khoáng của xã hội tư sản Frankfurt và quyền tự do báo chí. Vào ngày 14 tháng 4 năm 1853, ông đã viết thư cho Thủ tướng von Manteuffel: “Về mặt tâm trạng dân chủ và tình trạng bất ổn trong dân chúng thành bang và vùng phụ cận… Tôi tin rằng chúng ta chỉ có thể chống lại thành công những mối nguy hiểm này nếu chúng ta áp đặt chế độ độc tài quân sự vào khu vực này của Đức mà không cân nhắc đến các hình thức tư pháp và sự bảo vệ của chúng…”
Vào năm 1864, sau nhiều năm xung đột, tàn dư của các quy định về phường hội thời trung cổ cuối cùng đã sụp đổ. Tự do thương mại được tôn trọng và những hạn chế cuối cùng đối với quyền của công dân Do Thái đã bị bãi bỏ. Ngay trước khi kết thúc sự tồn tại của Thành bang Tự do, vào tháng 6 năm 1866, một cuộc bỏ phiếu đa số trực tiếp cho tất cả công dân đã được đưa ra thay vì hệ thống bầu cử trước đây cho Hội đồng Lập pháp, được tổ chức theo nghề nghiệp. Tuy nhiên, điều này vẫn gắn liền với quyền công dân và do đó dành cho những cá nhân có tài sản ít nhất 5.000 guilder. Luật bầu cử mới không còn được áp dụng trước khi Phổ sáp nhập.
Do cơ cấu kinh tế bị chi phối bởi thương mại và thủ công, thiếu tự do thương mại nên không có giai cấp vô sản công nghiệp ở Frankfurt cho đến năm 1866. Hiệp hội công nhân đầu tiên ở Frankfurt, được thành lập năm 1863, chỉ có 67 thành viên, trong đó có 33 người là thợ may.

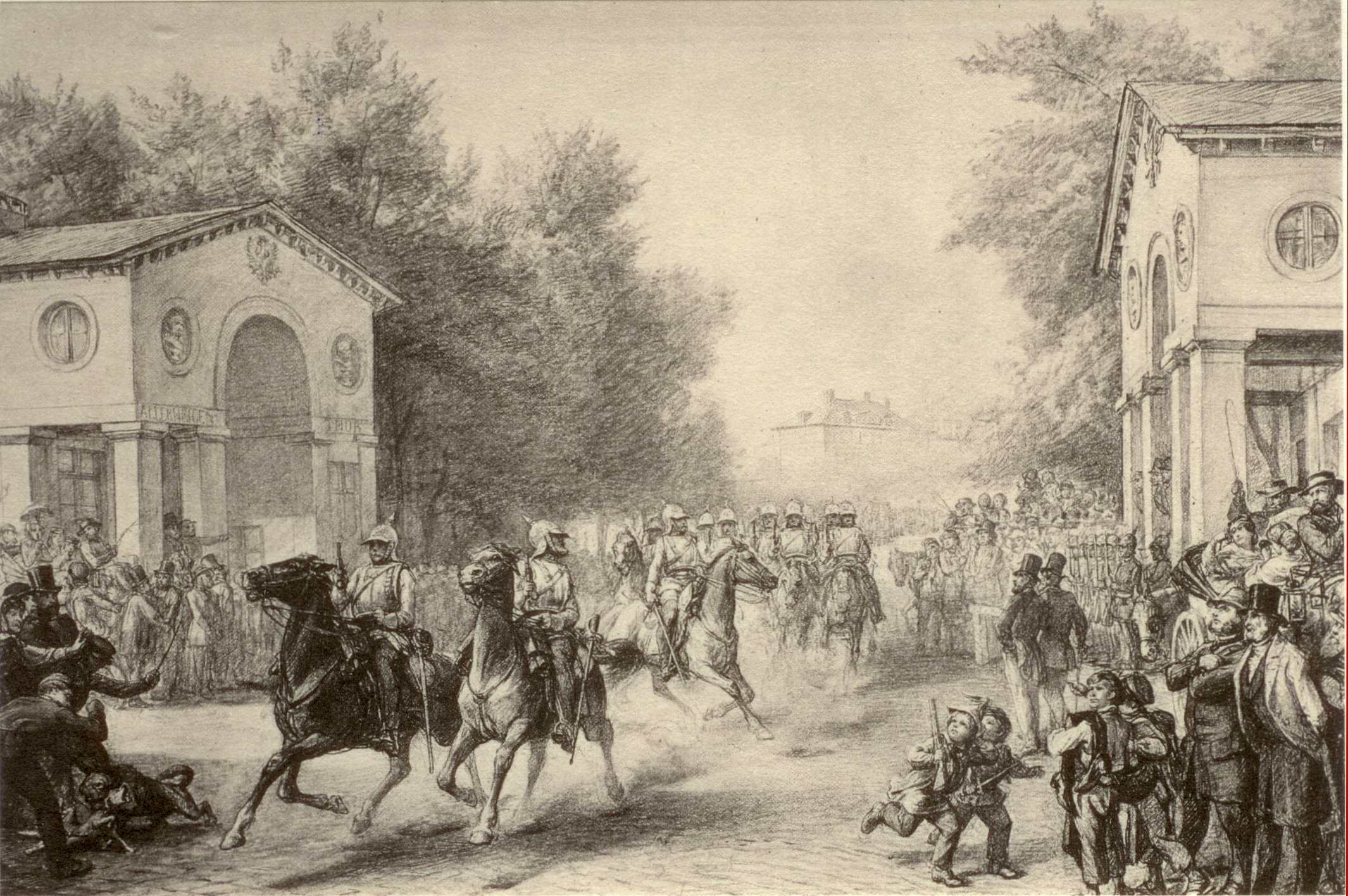
Cuộc xâm lược của quân đội Phổ vào ngày 16 tháng 7 năm 1866 qua Cổng All Saints

Cuộc xung đột Phổ-Áo hiện đang đẩy các nhà nước Đức đến gần hơn với chiến tranh. Hội nghị Frankfurt, được tổ chức vào tháng 8 năm 1863 theo lời mời của Áo, cũng không đưa ra được giải pháp do bị Phổ tẩy chay. Tuy nhiên, sự thất bại của hội nghị thượng đỉnh đã khiến công chúng Frankfurt, vốn luôn có cảm tình với Áo, hoàn toàn chống lại Phổ. Báo chí tự do ở Frankfurt cũng phần lớn chống Phổ, đặc biệt là tờ Frankfurter Ober-Post-Amts-Zeitung, có từ năm 1617, tờ Journal de Francfort bằng tiếng Pháp và tờ Handelszeitung, có từ năm 1856. Trong tạp chí châm biếm Frankfurter Latern, xuất bản từ năm 1860, biên tập viên Friedrich Stoltze đã chỉ trích chính sách của Bismarck bằng những lời chú thích và biếm họa ngày càng sắc sảo. Sau đó, ông bị truy nã với lệnh bắt giữ ở Phổ và không được phép rời khỏi biên giới quê hương mình nữa.

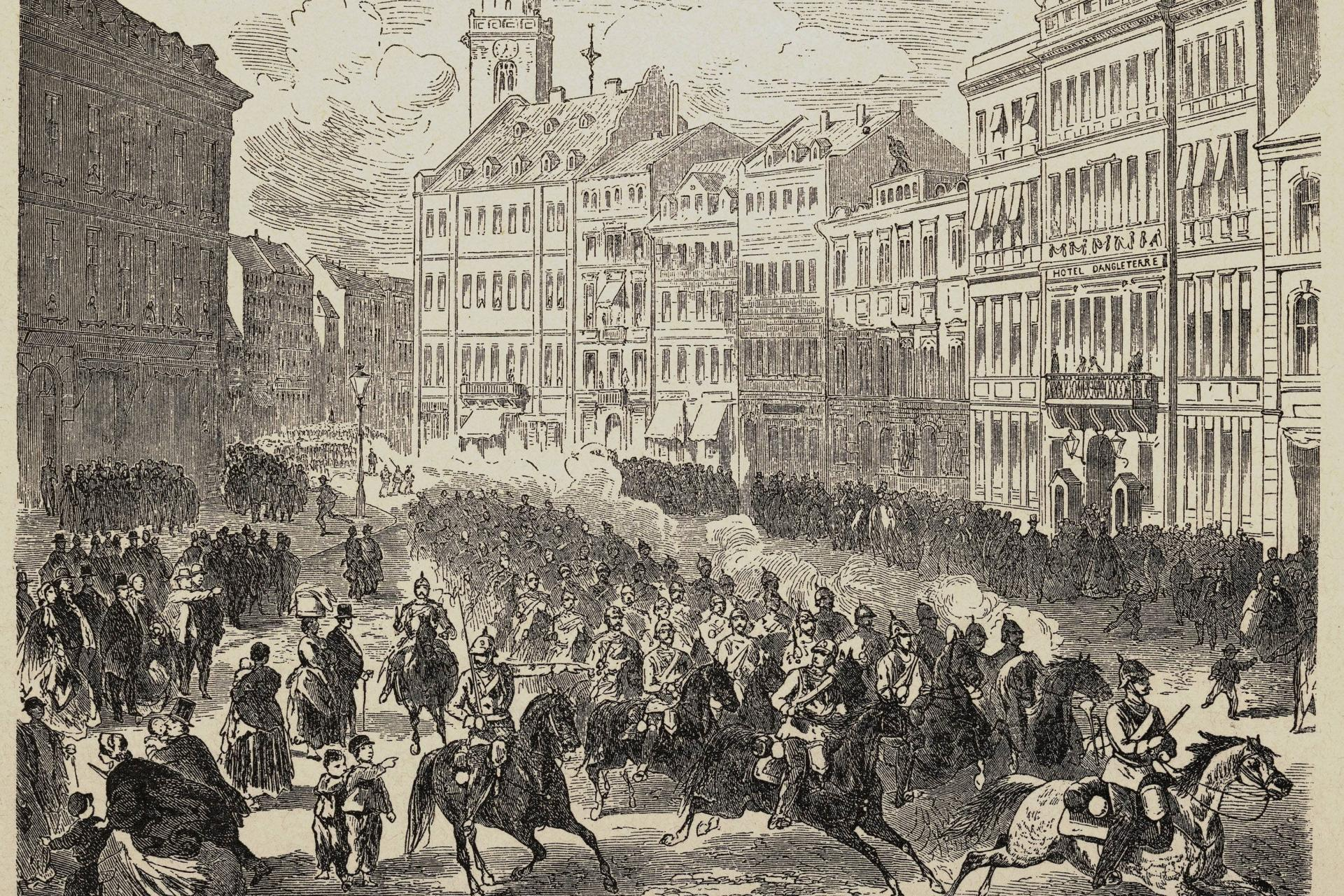
Đi qua Roßmarkt (Frankfurt am Main)

Tuy nhiên, trong bối cảnh của Hiệp hội Quốc gia Đức được thành lập tại Frankfurt năm 1859, cũng có những cư dân Frankfurt có ảnh hưởng tin tưởng vào “sứ mệnh của Phổ” nhằm đạt được sự thống nhất nước Đức. Cơ quan ngôn luận của họ là tờ Frankfurter Journal theo chủ nghĩa dân tộc tự do được Phổ tài trợ. Tổng lãnh sự Phổ tại Frankfurt là ông trùm ngân hàng đáng kính Moritz von Bethmann, người cũng là một trong những người chủ trì Ngày của Thân vương. Tuy nhiên, sau đó ông đã từ chức để phản đối chính sách của Thủ tướng Bismarck.
Khi Chiến tranh Áo-Phổ trở nên không thể tránh khỏi vào đầu mùa hè năm 1866, thành bang vẫn trung thành với Bang liên Đức, đúng với phương châm “Mạnh mẽ trong luật pháp (Stark im Recht)”. Vào ngày 14 tháng 6 năm 1866, Frankfurt đã bỏ phiếu cho lệnh hành quyết liên bang (Bundesexekution) chống lại Phổ, nhưng đồng thời tuyên bố rằng sẽ không tham gia vào cuộc chiến. Tuy nhiên, Frankfurt không thể tránh khỏi những cuộc xung đột, vì Phổ coi Frankfurt là thù địch và Bismarck quyết tâm đạt được sự thống nhất của nước Đức dưới sự lãnh đạo của Phổ bằng vũ lực và đẩy Áo ra khỏi chính trường Đức.

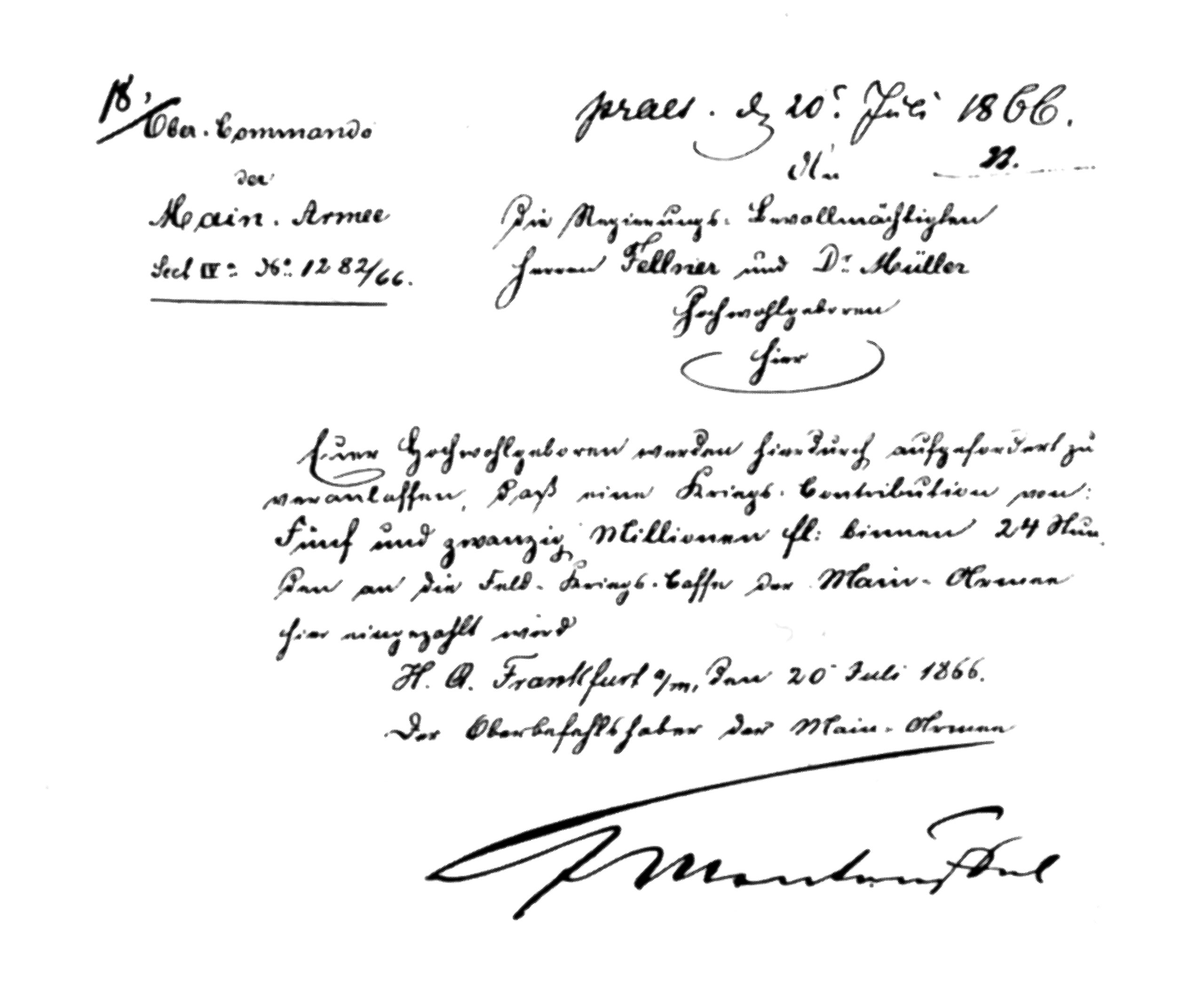
Yêu cầu đóng góp của Manteuffel ngày 20 tháng 7 năm 1866

Vào ngày 16 tháng 7 năm 1866, quân đội Phổ dưới quyền tướng Eduard Vogel von Falckenstein đã chiếm đóng thành bang không được bảo vệ này và ngay lập tức đáp trả bằng những cuộc trả thù tàn khốc nhất. Ngay từ ngày 17 tháng 7, Phổ đã nhận được khoản đóng góp ban đầu khoảng 5,8 triệu guilder và đã thanh toán ngay lập tức. Edwin von Manteuffel, được bổ nhiệm làm người kế nhiệm Falckenstein vào ngày 20 tháng 7, sau đó đưa ra yêu cầu đóng góp thứ hai là 25 triệu guilder, số tiền này sẽ được huy động bởi khoảng 35.000 công dân của Thành bang Tự do vào thời điểm đó (trong số đó chỉ có khoảng 8.000 người phải nộp thuế). Nhiều công dân, bao gồm tất cả các thành viên của Thượng viện, đã bị chia cắt, người dân phải cung cấp ngựa cưỡi riêng của họ cho quân đội Phổ, và các thương gia cũng như chủ quán trọ của thành bang buộc phải giao nộp một lượng lớn thực phẩm, rượu và xì gà cho viên chỉ huy quân đội Phổ. Tất cả các tờ báo ở Frankfurt, ngoại trừ tờ Journal, đều bị cấm xuất bản; Tổng biên tập tờ Oberpostamtszeitung, Hofrat Fischer-Goullet, đã bị bắt và tử vong do đột quỵ trong khi thẩm vấn. Các thượng nghị sĩ von Bernus và Speltz bị bắt làm con tin tại pháo đài Cologne, nhưng được phép trở về Frankfurt vào ngày 19 tháng 7 để đổi lấy lời cam kết danh dự. Nhiều cư dân Frankfurt đã chạy trốn ra nước ngoài, bao gồm Friedrich Stoltze đến Stuttgart và nhà tự nhiên học Eduard Rüppell đến Thụy Sĩ. Vào cuối năm 1866, những người di cư được phép hồi hương theo lệnh ân xá.

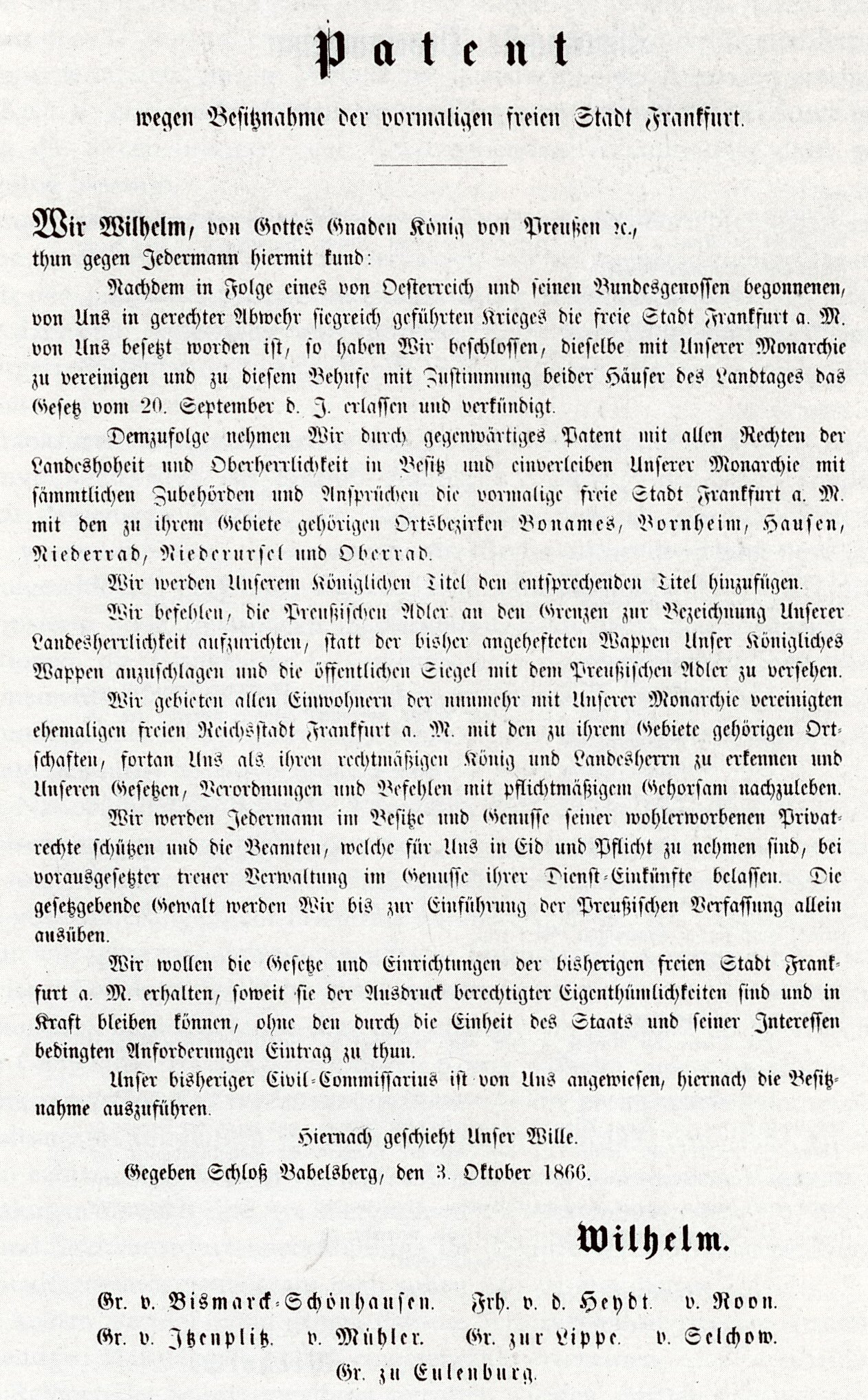
Chiếu thư sáp nhập của Phổ ngày 3 tháng 10 năm 1866

Thượng viện dưới thời Thị trưởng Fellner về cơ bản không bác bỏ việc thành bang tự nguyện sáp nhập vào Phổ và tuyên bố sẵn sàng tiếp tục điều hành công việc của thành phố với tư cách là đại diện của bên chiếm đóng. Fellner đã tuyên thệ nhậm chức tại bộ chỉ huy quân sự Phổ vào ngày 22 tháng 7 và đã yêu cầu Thượng viện đáp ứng yêu cầu đóng góp thứ hai giống như yêu cầu đầu tiên, nhưng yêu cầu chính phủ Phổ cho phép thanh toán theo từng đợt.

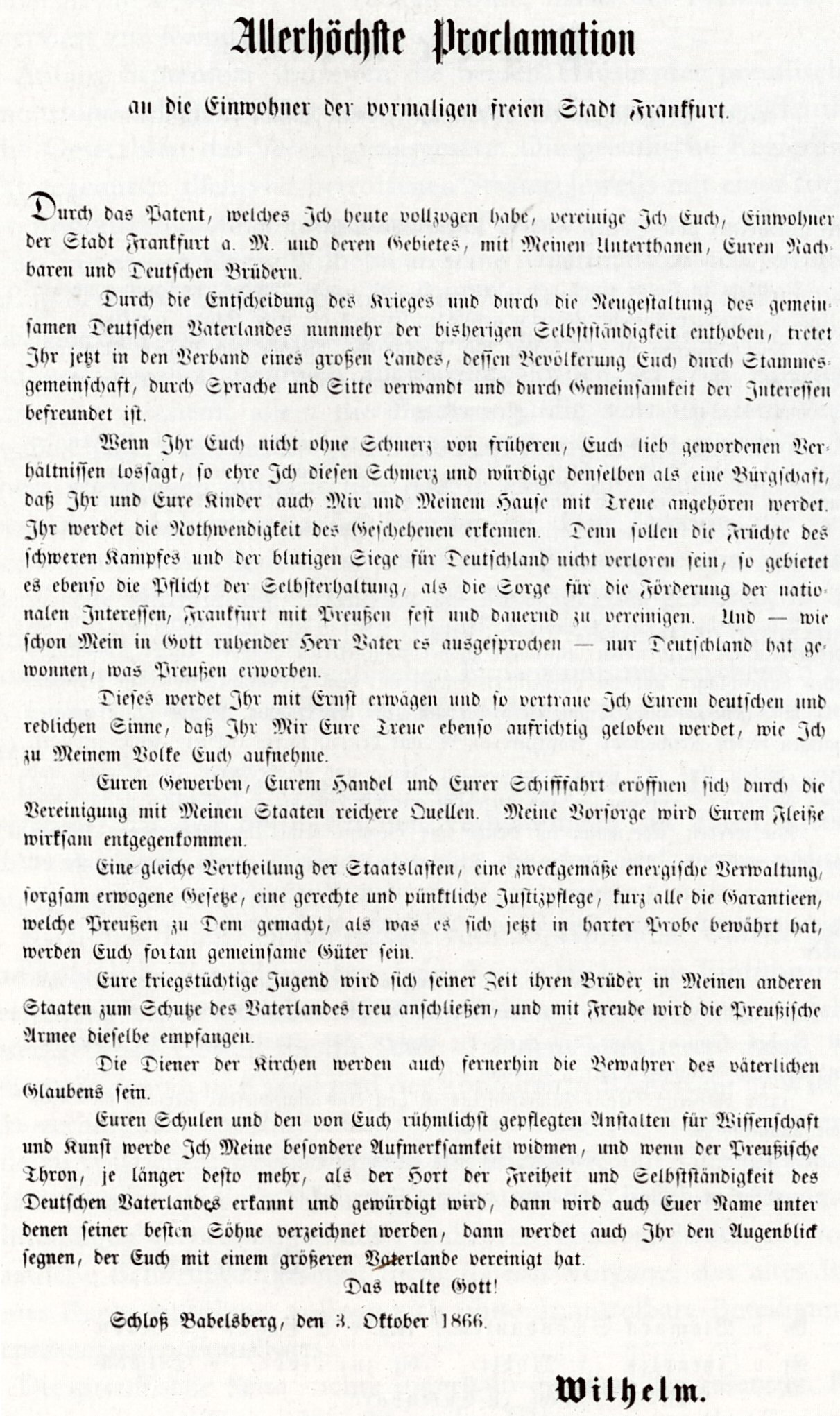
Tuyên bố của Vua Phổ gửi tới người dân Frankfurt

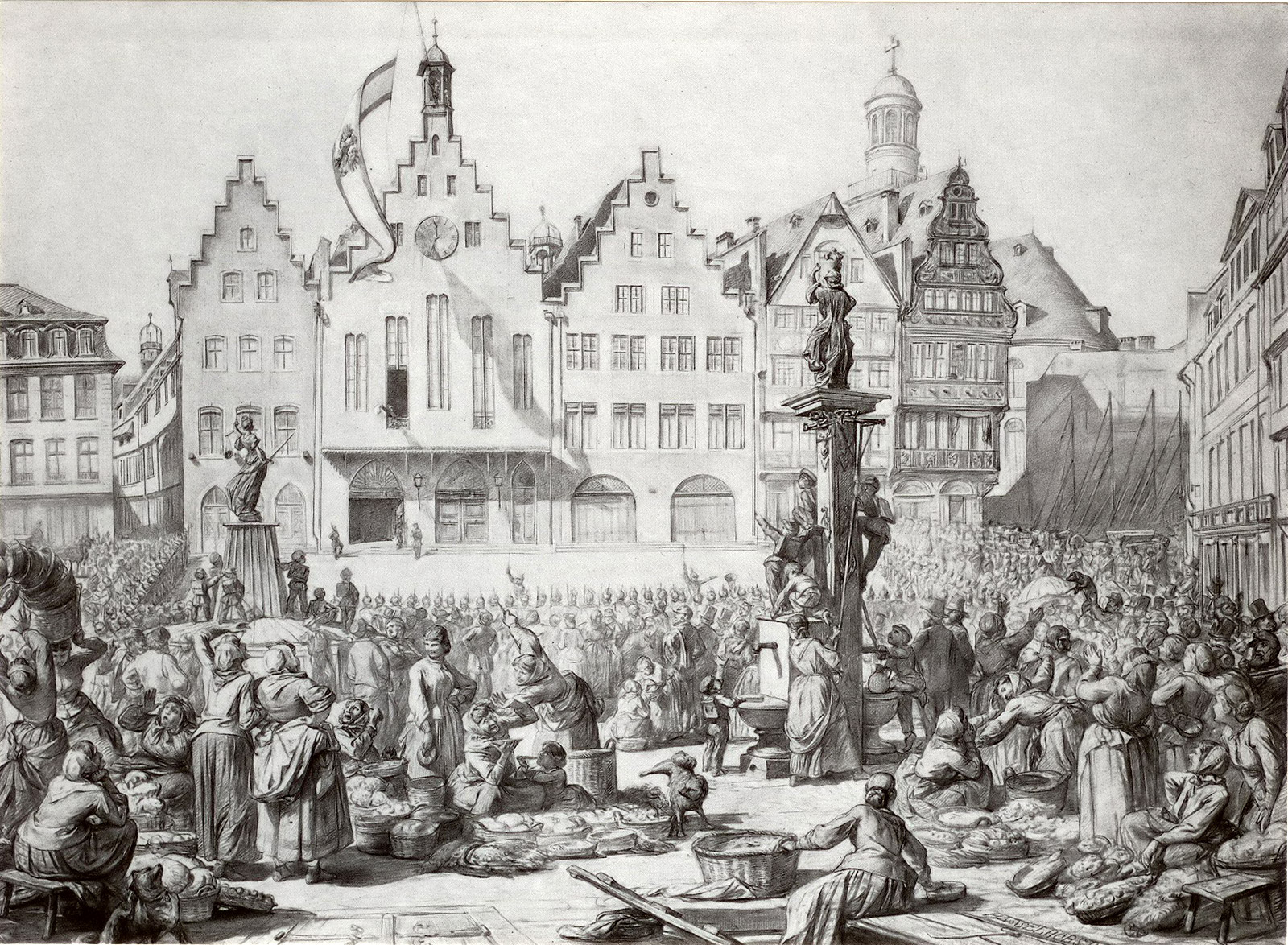
Thông báo sáp nhập ngày 8 tháng 10 năm 1866

Tuy nhiên, Hội đồng Lập pháp và Cơ quan Đại diện Công dân Thường trực của Thành bang Tự do đã bác bỏ đề xuất này vào ngày 23 tháng 7 năm 1866 để phản đối cách đối xử của Phổ với thành bang. Chỉ huy thành bang của Phổ là Thiếu tướng von Röder, coi đây là cuộc nổi loạn công khai và yêu cầu Fellner phải tiết lộ danh sách cấm có chứa tên và quyền sở hữu tài sản của tất cả thành viên trong các tập đoàn thành bang trước sáng hôm sau. Nếu không, ông đã đe dọa đánh bom và cướp bóc thành bang.
Vì thế, Fellner thấy mình rơi vào một cuộc xung đột không thể giải quyết giữa nghĩa vụ của mình đối với thành bang và người dân thông qua lời tuyên thệ của mình với tư cách là đại diện chính phủ, mặt khác – một tình huống mà ông không thấy lối thoát nào khác ngoài tự vẫn. Vào sáng ngày sinh nhật lần thứ 59 của mình, ngày 24 tháng 7 năm 1866, Fellner đã treo cổ tự tử tại nhà riêng ở Seilerstrasse.
Mặc dù tin tức về cái chết của ông đã bị chính quyền quân sự Phổ che giấu, nhưng nó đã nhanh chóng lan truyền trong toàn dân. Hơn 6.000 người dân đã đưa tiễn thi hài của ông đến nghĩa trang vào ngày 26 tháng 7 năm 1866, mặc dù tang lễ phải diễn ra vào sáng sớm lúc 4:30 sáng theo lệnh của chỉ huy thành bang. Tại đám tang, anh rể của Fellner, Thẩm phán Tòa phúc thẩm Friedrich Kugler, đã trao cho Quản trị viên Phổ mới Dienst danh sách lệnh cấm trống và sợi dây mà Fellner đã dùng để treo cổ mình.
Sau đó, những cuộc đàn áp tồi tệ nhất đã được nới lỏng. Trong các cuộc tiếp xúc ngoại giao với Hoàng đế Pháp và Sa hoàng Nga, Bismarck đã chắc chắn rằng họ sẽ không phản đối chính sách sáp nhập của Phổ. Vào cuối tháng 7, một phái đoàn từ thành bang do Thượng nghị sĩ Müller dẫn đầu đã đạt được thỏa thuận hoãn yêu cầu đóng góp từ Bismarck tại trụ sở của ông ở Bohemia, nhưng đồng thời cũng nhận được thông điệp rằng việc sáp nhập đã được thực hiện. Vào ngày 28 tháng 7, Phổ thành lập một chính quyền dân sự dưới quyền của Quản lý Guido von Madai và bổ nhiệm Thượng nghị sĩ Samuel Gottlieb Müller làm quyền thị trưởng. Vào tháng 9, cả hai viện của Quốc hội Phổ đều bỏ phiếu ủng hộ dự luật sáp nhập do chính phủ trình bày, được công bố vào ngày 23 tháng 9. Việc sáp nhập diễn ra vào ngày 8 tháng 10 năm 1866, với việc công khai đọc chiếu thư về việc mua lại Thành bang tự do Frankfurt trước đây và Tuyên bố tối cao gửi tới cư dân của Thành bang tự do Frankfurt của thống đốc dân sự mới von Patow trên Römerberg. Chỉ có một người dân Frankfurt duy nhất được cho là đã tham gia vào "Tiếng reo mừng nhà vua".
Sau hơn 600 năm là một thành bang cộng hòa độc lập, chỉ còn lại ba thành bang ở Đức: Lübeck, rơi vào tay Phổ năm 1937, và Thành bang Hanseatic tự do Bremen và Hamburg, tiếp tục truyền thống cũ này cho đến tận ngày nay.

### Sáp nhập vào Phổ

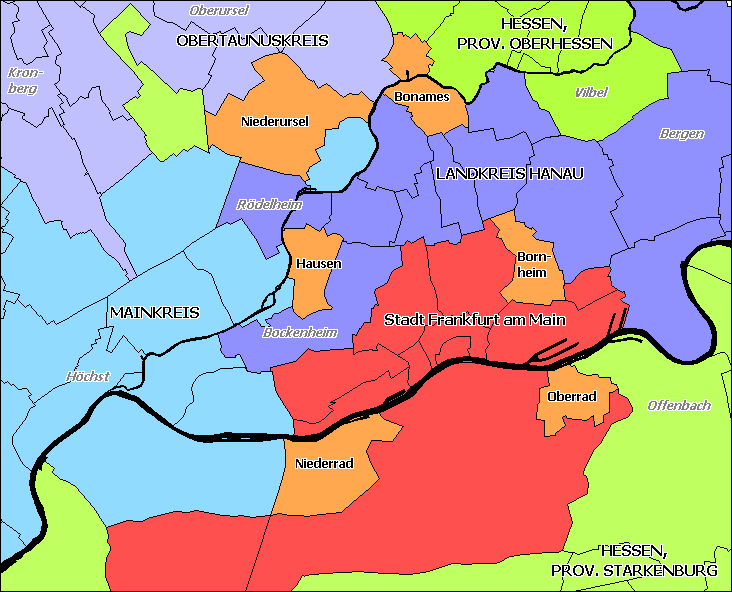
Các đô thị của quận nội thành Frankfurt của Phổ

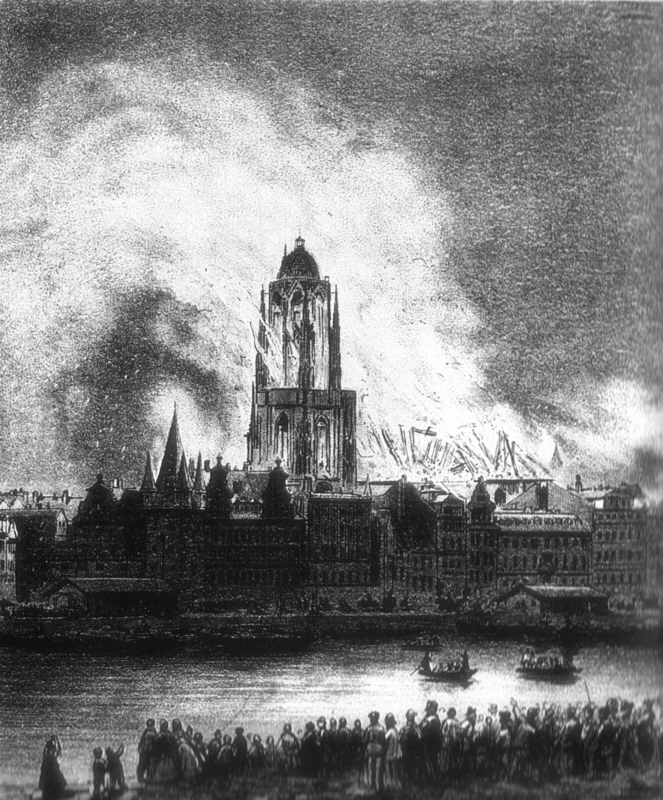
Vụ cháy nhà thờ ngày 14 tháng 8 năm 1867

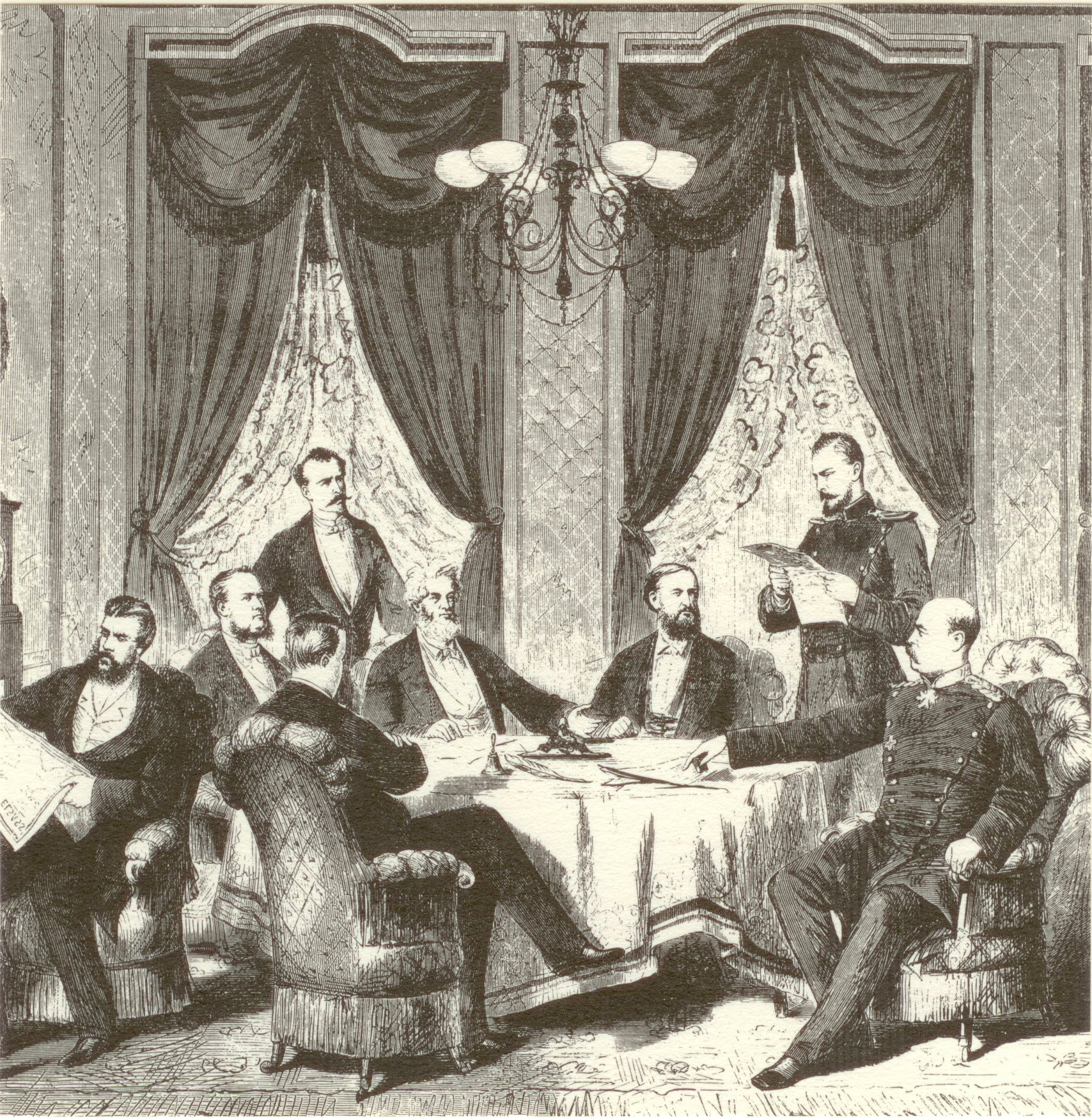
Hoà ước Frankfurt

Bất chấp sự thấu hiểu sâu sắc về nhu cầu chính trị thực tế và sự chắc chắn rằng nền cộng hòa nhỏ bé, nơi mà chỉ cần một ngày là đã đi hết đường biên giới của nó, từ lâu đã trở nên lỗi thời trong thời đại của các quốc gia mang tính dân tộc, việc mất đi tự do và tầm quan trọng chính trị với tư cách là một thành bang trong liên bang đã đẩy xã hội Frankfurt vào một cuộc suy thoái sâu sắc. Stoltze đã viết một cách mỉa mai rằng: “Ồ, ít nhất thì thành bang Hannels tự do, đế quốc, bầu cử, đăng quang, công bằng và cũ giờ đã trở thành một thành phố cấp tỉnh của Phổ!” Vào thế kỷ 20, người dân Frankfurt tự gọi mình là “Musspreußen” (Phải Phổ).
Thêm vào sự sỉ nhục là nỗi lo sợ về sự sụp đổ kinh tế do người Phổ liên tục yêu cầu quyên góp tài chính cho các cuộc chiến tranh. Trong khi các nhà đàm phán Frankfurt yêu cầu hoàn trả khoản đóng góp đã nộp vì khoản này bị đánh thuế bất hợp pháp, và nhận được sự ủng hộ từ thống đốc dân sự người Phổ là Patow và thậm chí từ quốc hội nhà nước, Bộ Tài chính đã từ chối vì khoản tiền này đã được phân bổ trong ngân sách. Cuối cùng, Bismarck đã can thiệp, muốn tác động tới dư luận ở Frankfurt theo hướng có lợi cho Phổ. Vì Vua Wilhelm I đã đích thân nắm giữ quyền lập pháp duy nhất cho thành phố trong một năm với chiếu chỉ sáp nhập, nên ông có thể đảm bảo với những người đại diện của các ủy ban thành phố tại một buổi tiếp kiến ở Bad Ems vào mùa hè năm 1867 rằng nhà nước Phổ sẽ coi "các khoản vay để trang trải chi phí chiến tranh" là khoản nợ nhà nước của Thành bang Tự do Frankfurt trước đây và sẽ tiếp nhận chúng.
Sự kiện này mở đường cho việc phân chia tài sản của nhà nước và thành phố Frankfurt. Vào tháng 3 năm 1869, Hội nghị Frankfurt đã được nhất trí. Vương quốc Phổ đã tiếp quản đất đai, tòa nhà và các tài sản khác của đường sắt Frankfurt, quân đội Frankfurt, điện báo nhà nước, kho lưu trữ nhà nước, nhiều tuyến đường có tầm quan trọng và Cầu chính cũng như các chứng khoán nợ của Thành thành Tự do và nghĩa vụ lương hưu cho các quan chức của thành bang. Frankfurt vẫn giữ lại quỹ xổ số của mình, mang lại 200.000 guilder mỗi năm, cho đến năm 1872, cộng với khoản bồi thường 2 triệu, được nhà vua bổ sung thêm một triệu nữa từ quỹ tư nhân của mình.
Trong một động thái hòa giải tiếp theo, nhà vua đã ủng hộ việc xây dựng lại Nhà thờ Hoàng gia, nơi đã bị thiêu rụi vào ngày 15 tháng 8 năm 1867. Việc đốt cháy nhà thờ được sử dụng để bầu cử và lễ đăng quang của các hoàng đế Thánh chế La Mã vào đêm trước chuyến viếng thăm đầu tiên của vua Phổ tới Frankfurt, dường như là một dấu hiệu cảnh báo đối với người dân Frankfurt. Friedrich Stoltze đã tóm tắt cảm xúc của người dân Frankfurt bằng những lời sau:
Mọi thứ thân thương với chúng ta,
Điều gì là thiêng liêng, cao cả và có giá trị đối với chúng ta:
Đền thờ của chúng tôi đã bị thiêu rụi bởi lửa,
Thanh kiếm đã nuốt chửng tự do của chúng ta.
Việc tái thiết những tàn tích trong thành phố cũng mang đến cho người dân Frankfurt một lĩnh vực hoạt động mới. Hiệp hội Xây dựng Nhà thờ, được thành lập vào ngày 29 tháng 8, bao gồm những chức sắc được kính trọng nhất của thành phố, trong đó có Mayer Carl von Rothschild. Vương hậu Phổ Augusta cũng tham gia hiệp hội và Vua Wilhelm tiếp quản quyền bảo trợ.
Một cuộc xung đột nổ ra liên quan đến hiến pháp tương lai của thành phố, củng cố chiến tuyến chính trị ở Frankfurt trong một thời gian dài. Một nhóm xung quanh thị trưởng đương nhiệm Müller và các thành viên của cơ quan đại diện công dân thường trực đã cố gắng bảo tồn các yếu tố thiết yếu của hiến pháp cũ, bao gồm cả quyền của Thượng viện, ngay cả dưới sự cai trị của Phổ. Tuy nhiên, Müller đã thất bại vì ông không chỉ bị phản đối bởi những người theo chủ nghĩa Tự do Quốc gia có tư tưởng Phổ mà còn bởi những nhóm theo chủ nghĩa chính thống vốn đã coi các cuộc đàm phán của ông với Bismarck trong giai đoạn sáp nhập là quá tùy tiện và sẵn sàng nhượng bộ. Bộ Nội vụ Phổ sau đó thành lập một ủy ban đàm phán thành phố bao gồm toàn bộ đại diện ủng hộ Phổ, ủng hộ việc từ bỏ hoàn toàn các cơ quan lập hiến của thành bang tự do và đề xuất một hiến pháp địa phương thực sự dựa trên Sắc lệnh Thành phố Phổ năm 1853. Mục đích chỉ là thực hiện một điều chỉnh cụ thể cho hệ thống bỏ phiếu điều tra dân số, về cơ bản nhằm loại trừ các bộ phận dân số nghèo khỏi việc tham gia chính trị. Phe đối lập dân chủ, do tờ Frankfurter Zeitung của Leopold Sonnemann đứng đầu, đã chỉ trích việc các nhà đàm phán tự nguyện từ bỏ lập trường pháp lý của thành bang tự do mà không được các cơ quan thành phố hợp pháp hóa, nhưng không thể thắng thế.
Ngày 25 tháng 3 năm 1867, Vua William I đã ban hành Đạo luật Hiến pháp thành phố cho thành phố Frankfurt am Main. Thành phố Frankfurt và khu vực nông thôn trước đây với các cộng đồng Bornheim, Bonames, Hausen, Niederrad, Oberrad và Niederursel hiện tạo thành khu vực đô thị Frankfurt am Main thuộc vùng hành chính Wiesbaden, thuộc tỉnh Hessen-Nassau. Vào ngày 1 tháng 10 năm 1867, hiến pháp thành phố mới có hiệu lực. Trong cuộc họp đầu tiên của hội đồng thành phố, Đảng Tự do đã giành được đa số phiếu. Nhà vua bổ nhiệm Daniel Heinrich Mumm von Schwarzenstein, một công dân Frankfurt và cựu thượng nghị sĩ của Thành bang Tự do, làm thị trưởng đầu tiên của Frankfurt.
Hòa ước Frankfurt là một cột mốc quan trọng trong quá trình hòa giải Frankfurt với cuộc sáp nhập. Trong các cuộc đàm phán ngày 10 tháng 5 năm 1871, Bismarck đã nói: "Tôi vô cùng ngạc nhiên khi nghĩ rằng hành động chính trị lớn đầu tiên của Đế chế Đức hồi sinh có thể diễn ra tại Frankfurt, thành phố đăng quang và đế quốc Đức cũ. Tôi chân thành hy vọng rằng Hòa ước Frankfurt cũng sẽ mang lại hòa bình cho Frankfurt và với Frankfurt".

## Lãnh thổ
Lãnh thổ của Thành bang Tự do phần lớn nằm trong khu vực thành phố Frankfurt ngày nay, ở cả hai bên bờ Sông Main. Về cơ bản, nó vẫn không thay đổi gì kể từ thế kỷ 15. Các nhà nước lân cận của Frankfurt là Đại công quốc Hessen ở phía nam (Tỉnh Starkenburg) và phía bắc (Tỉnh Thượng Hessen), Tuyển hầu xứ Hessen (Huyện Hanau) ở phía bắc và phía đông, Lãnh địa Hessen-Homburg ở phía tây bắc và Công quốc Nassau ở phía tây.
Lãnh thổ của Thành bang Tự do bao gồm thành phố Frankfurt thực tế là một quận thành phố, tám ngôi làng ở quận nông thôn và quận rừng.

## Số liệu dân số
Sự phát triển của số liệu dân số cho thấy sự tăng trưởng mạnh mẽ từ cuối những năm 1940, cả ở thành phố và các cộng đồng ngoại ô, trong khi số liệu dân số của các cộng đồng nông thôn hầu như không thay đổi.
| Năm                 | 1837   | 1840   | 1843   | 1846   | 1849   | 1852   | 1855   | 1858   | 1861   | 1864   |
| ------------------- | ------ | ------ | ------ | ------ | ------ | ------ | ------ | ------ | ------ | ------ |
| Quận                | 54.037 | 56.217 | 56.348 | 58.519 | 59.366 | 62.561 | 64.316 | 68.049 | 71.564 | 78.221 |
| Cộng đồng ngoại ô   | 6.296  | 6.562  | 6.630  | 6.860  | 7.052  | 7.587  | 7.522  | 8.254  | 8.880  | 9.866  |
| Cộng đồng nông thôn | 2.818  | 2.743  | 2.853  | 2.861  | 2.936  | 3.002  | 2.946  | 2.975  | 2.946  | 3.063  |
| Toàn bộ lãnh thổ    | 63.151 | 65.522 | 65.831 | 68.240 | 69.354 | 73.150 | 74.784 | 79.278 | 83.390 | 91.150 |

## Hiến pháp và hành chính
Luật cơ bản của Thành bang tự do Frankfurt là Đạo luật bổ sung hiến pháp được thông qua năm 1816, hiện đại hóa hiến pháp hội đồng cũ có hiệu lực từ năm 1614 đến năm 1806. Theo Đạo luật Bổ sung Hiến pháp, “chủ quyền của thành bang dựa trên toàn bộ quyền công dân theo đạo Công giáo của thành phố”. Ba cơ quan hiến pháp quan trọng nhất là Cơ quan lập pháp, cơ quan đại diện thường trực của công dân và Thượng viện của Thành bang tự do Frankfurt. Chúng đan xen với nhau và với hệ thống hành chính tư pháp, do đó nguyên tắc phân chia quyền lực không được tuân thủ.

### Cơ quan lập pháp
Cơ quan lập pháp bao gồm 85 thành viên. Trong số này, 20 người được Thượng viện bổ nhiệm (cho đến năm 1856) và 20 người được đại diện thường trực của công dân bổ nhiệm, trong khi 45 người được công dân bầu trong các cuộc bầu cử gián tiếp. Vì mục đích này, hàng năm họ bầu ra một đoàn đại cử tri gồm 75 công dân, trong đó có chín đại biểu từ các cộng đồng nông thôn kể từ năm 1823. Phải đến năm 1853, người dân nông thôn mới được trao quyền bỏ phiếu. Với cải cách bầu cử năm 1866, các cuộc bầu cử trực tiếp đã được đưa ra, nhưng không có cuộc bầu cử nào được tổ chức trước khi Vương quốc Phổ sáp nhập.
Cơ quan lập pháp chịu trách nhiệm về luật pháp, thẩm quyền và thu thuế, phê duyệt ngân sách và giám sát ngân sách nhà nước. Ban chấp hành của Cơ quan lập pháp bao gồm Chủ tịch, hai Phó chủ tịch và một Ban thư ký gồm 4 luật gia.

### Đại diện công dân thường trú
Cơ quan đại diện thường trực của công dân, bao gồm 61 thành viên từ mọi tầng lớp, do một người cao cấp được bầu từ trong số các thành viên của mình làm chủ tịch. Chủ tịch được một cố vấn dân sự và một luật sư hỗ trợ. Nhiệm vụ của cơ quan đại diện thường trực của công dân là kiểm soát doanh thu và chi tiêu cũng như kế toán của thành bang. Quá trình kiểm toán là trách nhiệm của ủy ban kiểm toán thành bang, còn được gọi là Neunerkolleg, bao gồm 9 đại diện.

### Thượng viện
Thượng viện hay Viện nguyên lão thành bang là cơ quan hành pháp của Thành bang Tự do Frankfurt và là cơ quan kế thừa hội đồng hiến pháp của thành bang đế chế. Giống như thế này, nó bao gồm 3 băng ghế, mỗi băng ghế có 14 thành viên. Tuy nhiên, không giống như trước năm 1806, sự thống trị không còn nằm ở những người thừa kế của giới quý tộc, đặc biệt là các hội quý tộc Alten Limpurg và Zum Frauenstein.
Băng ghế đầu tiên của Thượng viện là ghế của các ủy viên hội đồng, trong đó cũng có 4 thành viên hội đồng thành bang. Các thành viên của nó được bổ sung theo nguyên tắc thâm niên từ băng ghế thứ 2, băng ghế Thượng nghị sĩ, bao gồm các luật sư và thương gia. Băng ghế thứ 3 bao gồm 12 thành viên hội đồng và hai thành viên không phải là thành viên hội đồng. Các thành viên của băng ghế thứ 2 và thứ 3 được các thượng nghị sĩ bầu chọn theo hệ thống bỏ phiếu.
Năm 1856, một sửa đổi hiến pháp đã bãi bỏ băng ghế thứ ba của Thượng viện và giảm số lượng thành viên Thượng viện xuống còn 21, trong đó 4 người phải là thợ thủ công. Các thượng nghị sĩ không còn được phép phục vụ tại Cơ quan lập pháp cùng một lúc. Ngành tư pháp được tách ra khỏi ngành hành chính và các thẩm phán được Thượng viện và Hội đồng lập pháp bầu ra. Vì vậy, sự phân chia quyền lực cuối cùng đã được ghi nhận trong Hiến pháp Frankfurt.
Tuy nhiên, công dân Do Thái và cư dân ở các cộng đồng nông thôn vẫn bị loại khỏi Thượng viện. Luật giải phóng nô lệ tương ứng ban hành vào tháng 2 năm 1849 đã bị bãi bỏ sau thất bại của cuộc cách mạng năm 1851.

### Thị trưởng
Hai thị trưởng này cũng được bầu hàng năm bằng hình thức bỏ phiếu kín. Vị thị trưởng cao tuổi là người chủ trì Thượng viện và là người đứng đầu bộ phận quan hệ đối ngoại và quân sự. Ông luôn xuất thân từ vị trí thẩm phán. Vị thị trưởng trẻ tuổi từ ghế thượng nghị sĩ phụ trách bảo an, hệ thống phường hội và các vấn đề dân quyền và là đại diện cho đồng cấp của mình.

### Tư pháp
Cơ quan tư pháp thành bang bao gồm các đoàn tư pháp và các văn phòng tư pháp. Cơ quan tư pháp cao nhất là Tòa phúc thẩm cấp cao ở Lübeck. Tòa Phúc thẩm và Tòa Hình sự với 6 thẩm phán phúc thẩm được bầu bởi hội đồng thẩm phán không chuyên nghiệp và hội đồng thượng nghị sĩ tại Thượng viện. Trong các tranh chấp dân sự, cơ quan này là cấp xét xử thứ hai của tòa án thành bang, bao gồm một giám đốc, một phó giám đốc và bốn cố vấn tư pháp. Tòa án thành bang xử lý các tranh chấp dân sự ở cấp sơ thẩm; đây cũng là tòa án giám hộ cao nhất và tòa án hôn nhân dành cho người Tin lành. Các cơ quan tư pháp cũng bao gồm văn phòng quản xứ gồm 3 thượng nghị sĩ, chịu trách nhiệm về các vấn đề giám hộ, và tòa án cảnh sát xử lý các vi phạm hành chính.
Các cơ quan tư pháp bao gồm văn phòng thẩm vấn hình sự, chịu trách nhiệm điều tra tội phạm và do thị trưởng trẻ tuổi làm chủ tịch; văn phòng thành phố và văn phòng nông thôn, chịu trách nhiệm giải quyết các vụ án dân sự nhỏ có giá trị dưới 300 guilder ở quận thành phố và quận nông thôn; cũng như cơ quan thế chấp, sao chép và tiền tệ và cơ quan tài chính.

## Quan hệ đối ngoại
Thành bang tự do Frankfurt duy trì quan hệ ngoại giao với nhiều quốc gia châu Âu cũng như với Hoa Kỳ. Các nhà nước Đại công quốc Baden, Vương quốc Bayern, Vương quốc Bỉ, Đan Mạch, Pháp, Anh, Vương quốc Hannover, Hessen-Darmstadt, Hessen-Kassel, Công quốc Nassau, Đế quốc Áo, Vương quốc Phổ, Đế quốc Nga, Vương quốc Sachsen, Thụy Điển và Na Uy, Vương quốc Hai Sicilia, Hoa Kỳ và Vương quốc Württemberg đều có đại sứ quán và lãnh sự quán riêng tại Frankfurt. Các triều đại sau đây đã có đại diện chung:
Vương tộc Hohenzollern, Vương tộc Liechtenstein, Waldeck, Reuss, Schaumburg-Lippe và Lippe, Mecklenburg, Oldenburg, Anhalt và Schwarzburg cũng như nhà đại công tước và nhà công tước Sachsen.
Thành bang Tự do được đại diện tại Bundestag của Bang liên Đức thông qua phái viên riêng của mình. Nhiệm vụ này được giao bởi Thượng viện Thành bang Tự do Frankfurt, cơ quan hành pháp cao nhất của Thành bang Tự do và là đại diện ngoại giao của thành phố này đối với hoạt động ngoại giao của Bang liên Đức.
Theo Điều IV, V và IX của Hiến pháp Bang liên Đức năm 1815, đại diện của 4 thành bang tự do phải chia sẻ phiếu bầu thứ 17 trong hội đồng nội bộ với tư cách là “phiếu bầu của giáo sĩ”. Phiếu bầu chung chỉ có giá trị nếu cả 4 thành bang tự do đều bỏ phiếu nhất trí.
Trong phiên họp toàn thể chịu trách nhiệm về một số vấn đề liên bang theo Điều VI và Điều VII, Frankfurt có quyền bỏ phiếu riêng.

## Quân đội

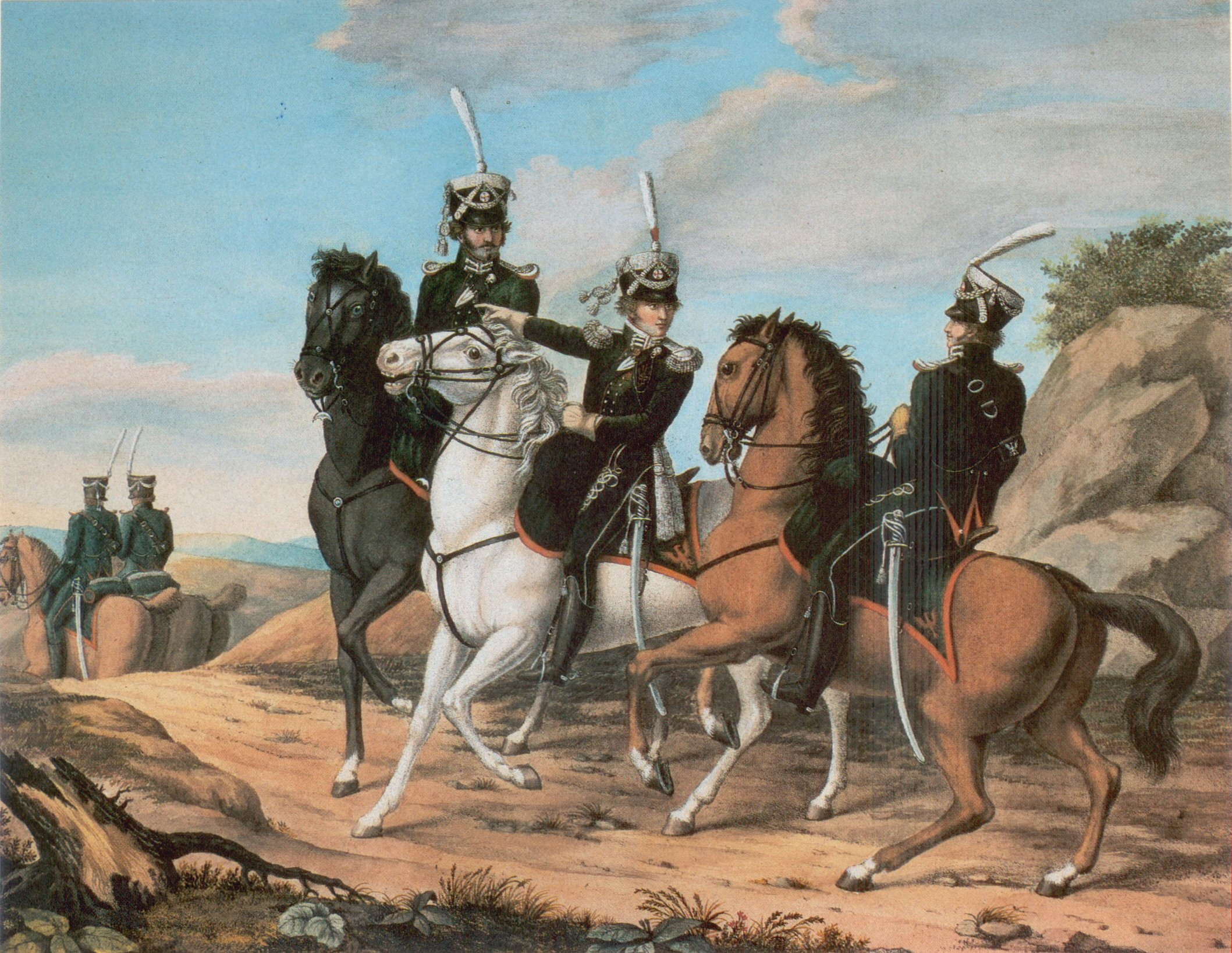
Đội quân tình nguyện Landsturm trên lưng ngựa, khoảng năm 1840

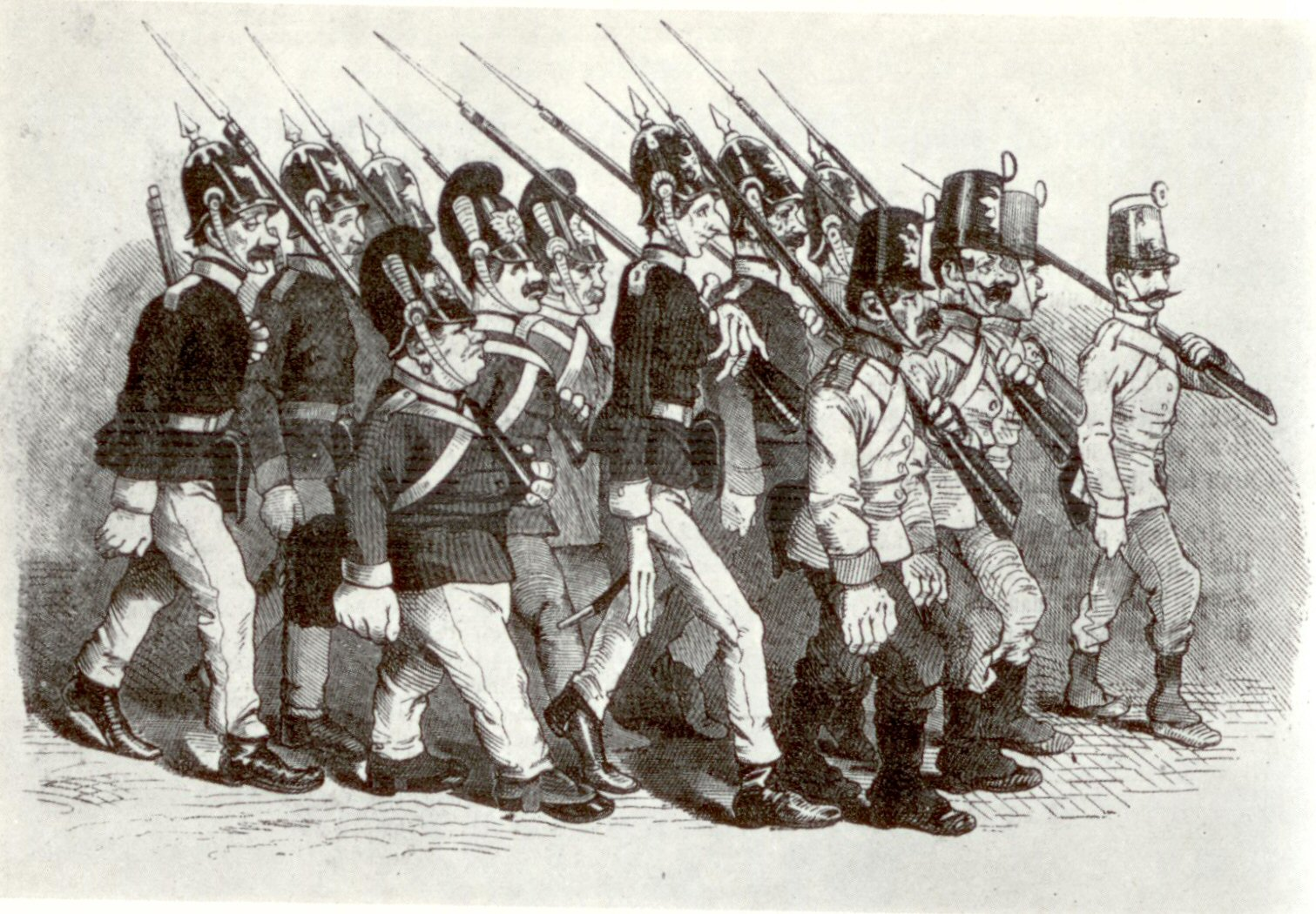
Biếm họa về Frankfurt Latern trong Đội tuần tra hỗn hợp

Quân đội của Thành bang Tự do Frankfurt bao gồm tiểu đoàn 700 người dưới quyền chỉ huy của một trung tá, trong đó thành bang đã đóng góp 579 người cho lực lượng liên bang. Tiểu đoàn này luôn được giao nhiệm vụ bảo vệ trụ sở của Quân đội Bang liên Đức. Lực lượng quân sự chính bao gồm lính đánh thuê Nam Đức. Sáu đại đội của tiểu đoàn vẫn ở lại doanh trại và phòng canh gác trong suốt thời gian chiếm đóng Frankfurt vào chiều ngày 16 tháng 7 năm 1866. Vào buổi tối, đội cận vệ chính đã trao trả nó cho quân đội Phổ với đầy đủ nghi lễ quân đội. Mười ngày sau, vào ngày 26 tháng 7 năm 1866, tiểu đoàn đã giải tán sau cuộc điểm danh cuối cùng và những người lính được giải ngũ sau khi giao nộp vũ khí. Tùy thuộc vào thời gian phục vụ, họ nhận được khoản trợ cấp thôi việc từ 50 đến 250 guilder. Nhiều người trong số họ sau đó được Binh đoàn Lê dương Pháp tuyển dụng hoặc gia nhập quân đội Hanseatic.[26]
Cho đến năm 1848, ngoài lực lượng quân đội chính quy, còn có Quân đoàn dân quân tình nguyện, được thành lập năm 1823, dưới sự chỉ huy của một đại tá. Tất cả nam cư dân Frankfurt từ 21 đến 25 tuổi đều có nghĩa vụ phục vụ trong quân đội, nhưng có thể có người thay thế. Tất cả công dân có khả năng mang vũ khí đều được phân công vào một trong các đơn vị của lực lượng phòng thủ thành phố:
- Một đội kỵ binh, Landsturm tình nguyện cưỡi ngựa, với mục tiêu là 200 kỵ binh,
- Một tiểu đoàn thợ săn tình nguyện,
- Một tiểu đoàn pháo binh tình nguyện,
- Một tiểu đoàn lính bắn tỉa
- Ba tiểu đoàn bộ binh, chia thành ba nhóm tuổi,
- Một tiểu đoàn chữa cháy, một đơn vị quân sự thuộc sở cứu hỏa Frankfurt.

Những cựu chiến binh này đã thành lập một đơn vị khác của lực lượng phòng thủ thành phố.
Quân lính do các làng cung cấp đã tạo thành một lực lượng dân quân gồm hai tiểu đoàn. Cư dân của Oberrad, Niederrad và Hausen thành lập tiểu đoàn đầu tiên, và cư dân của Bornheim, Nieder-Erlenbach, Dortelweil, Bonames và Niederursel thành lập tiểu đoàn thứ hai.
Sau cuộc bạo loạn tháng 9 năm 1848, lực lượng dân quân đã bị giải giáp và giải tán. Thành phố được đồn trú bởi mỗi tiểu đoàn bộ binh Phổ, Áo và Bayern, ngoài quân đội Frankfurt, có nhiệm vụ đảm bảo an ninh cho thành phố và Bundestag. Kể từ đó, đội tuần tra hỗn hợp, một đơn vị gồm 30 người lính từ mỗi một trong 4 đơn vị quân đội dưới sự chỉ huy luân phiên, đã trở thành một phần không thể thiếu của cảnh quan thành phố.

## Tiền tệ và đơn vị đo lường

### Tiền tệ

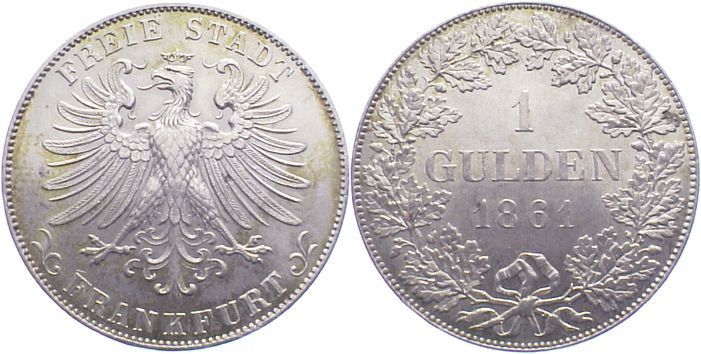
Xu bạc: 1 Guilder của Frankfurt, năm 1861

Đơn vị tính toán quan trọng nhất trong tài chính của Frankfurt là đồng guilder, một loại xu bạc hiện hành có tiêu chuẩn cố định là 24 ½ guilder đổi được một mark bạc nguyên chất kể từ Hiệp ước tiền xu Munich năm 1837. Do đó, một guilder tương ứng với 9,545 gam bạc nguyên chất. Những đồng tiền được đúc ở Frankfurt có hình đại bàng Frankfurt ở một mặt và dòng chữ “1 Gulden” cùng năm phát hành, được bao quanh bởi lá sồi, ở mặt còn lại. Các đợt đúc tiền đặc biệt có các họa tiết khác, ví dụ như vào ngày sinh nhật lần thứ 100 của Goethe năm 1849, khẩu hiệu "Mạnh mẽ trong luật pháp" (Stark im Recht) đã được khắc nổi trên mép đồng tiền.
Đồng guilder được chia thành 60 kreuzer. Có những đồng tiền xu tượng trưng có mệnh giá một, ba và sáu kreuzer và những đồng tiền bạc có mệnh giá 12, 24 và 30 kreuzer. Đồng tiền có giá trị bằng bốn kreutzer là đồng Batzen.

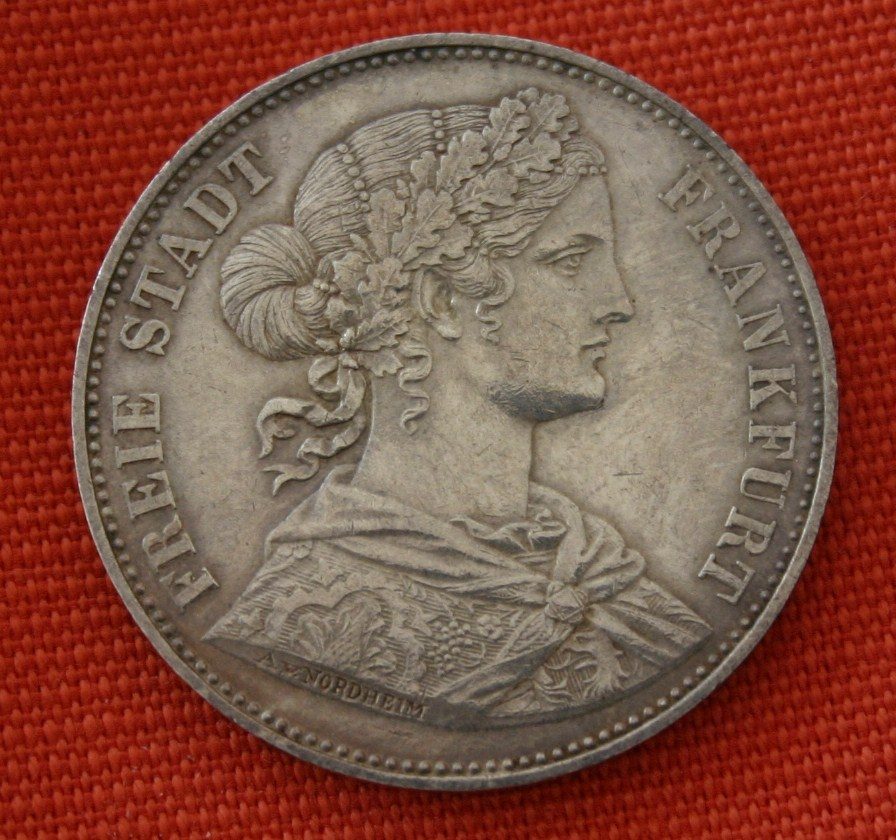
Vereinstaler từ năm 1865

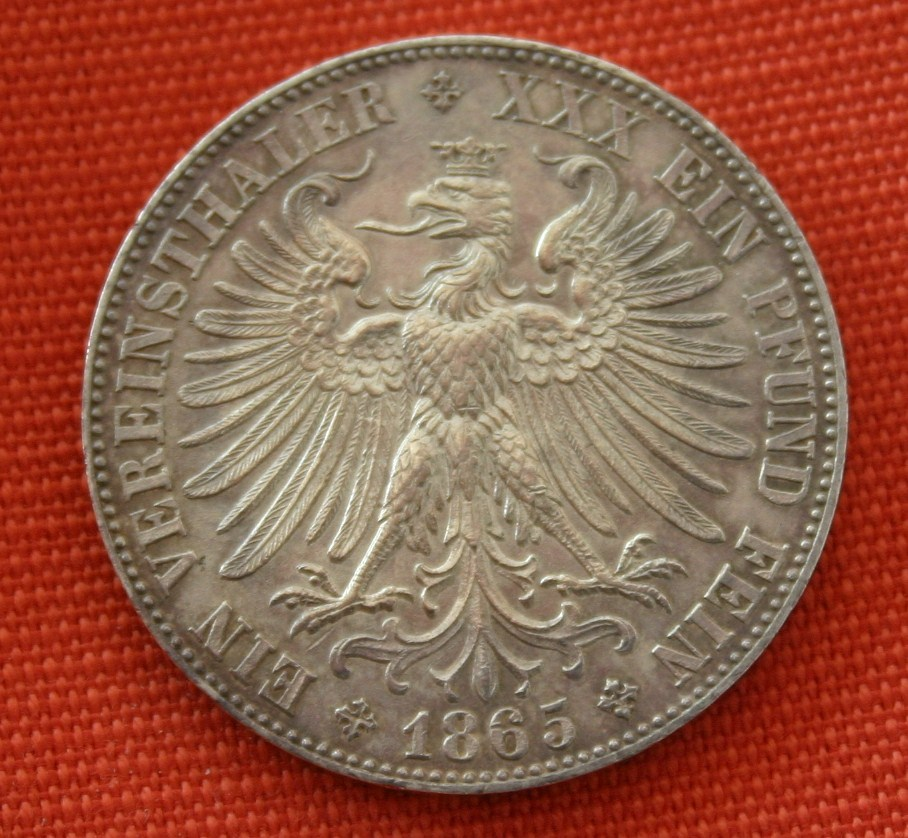
Mặt sau của đồng xu

Từ năm 1857 trở đi, xu bạc Vereinsthaler cũng được đúc tại Frankfurt, với tỷ giá chuẩn là 14 thaler đổi được một mark bạc. Do đó, hai thaler có giá trị bằng 3 ½ guilder. Xu bạc Vereinstaler Frankfurt có một mặt là chân dung của một nhân vật nữ mang tính ẩn dụ, Francofurtia, được thiết kế bởi nhà điêu khắc August von Nordheim. Người mẫu cho Frankofurtia được cho là nữ diễn viên Fanny Janauschek. Mặt còn lại, đồng thaler có hình đại bàng Frankfurt với dòng chữ xung quanh “Ein Vereinstaler – XXX ein Pfund fein”. Ngoài ra còn có những đợt đúc tiền thaler đặc biệt, ví dụ như B. nhân dịp Ngày Thân vương Frankfurt.
Không thể đo lường chính xác sức mua của đồng guilder theo đơn vị tiền tệ hiện nay vì không có rổ hàng hóa chung. Giá trị bạc nguyên chất của đồng guilder tương ứng với khoảng 6,54 euro theo giá bạc hiện nay. Một phương pháp chuyển đổi khác sử dụng tiêu chuẩn vàng có hiệu lực từ năm 1871 đến năm 1914 với tỷ giá chuyển đổi cố định là 15,5:1 từ tiền bạc sang tiền vàng cũng như chỉ số giá xây dựng của Cục Thống kê Liên bang dựa trên năm 1914 (hiện tại: 12,304). Điều này dẫn đến sức mua được tính toán là 21,09 euro cho một guilder. So sánh sức mua dựa trên dữ liệu từ Cục Lưu trữ Nhà nước Hamburg và Cục Thống kê Liên bang cho thấy sức mua là 16,90 euro cho một guilder (1866).

### Đơn vị đo lường
Ở Thành bang Tự do Frankfurt, các đơn vị đo lường sau đây đã được sử dụng:
| Frankfurter unit                                   | subdivisions                                                          | metric unit          |
| -------------------------------------------------- | --------------------------------------------------------------------- | -------------------- |
| 1 Werkschuh (Foot)                                 | 12 (inches) = 144 (lines)                                             | 0.2846 meters        |
| 1 ell                                              |                                                                       | 0.5623 meters        |
| 1 Außenstädtische Feldrute (outer city field rod)  | 12,5 feet                                                             | 3.5576 meters        |
| 1 Außenstädtische Waldrute (outer city forest rod) |                                                                       | 4.511 meters         |
| 1 Feldmorgen (field morgen)                        | 160 square field rods                                                 | 2025 square meters   |
| 1 Waldmorgen (forest morgen)                       | 160 square forest rods                                                | 3256 square meters   |
| 1 Hube                                             | 30 field morgens                                                      | 60.750 square meters |
| 1 Ohm                                              | 20 Viertel (quarters) = 80 Maß = 90 Schenkmaß = 320 Schoppen          | 143.43 liters        |
| 1 Malter                                           | 4 Simmer = 8 Mesten = 16 Sechter = 256 Mäßchen (Diminutive of Maß)    | 114.73 liters        |
| 1 heavy pound (trader's pound, en gros)            | 1/100 hundredweight                                                   | 505.34 grams         |
| 1 leichtes Pfund (grocer's pound, en detail)       | 2 marks = 16 ounces = 32 lots = 128 Quentchen = 256 Pfennig (pennies) | 467.94 grams         |
| 1 hundredweight                                    | 100 heavy pounds = 108 light pounds                                   | 50.534 kilograms     |